# Tacoma
Tacoma (ausgesprochen [təˈkoʊmə]) ist eine Großstadt und Hafenstadt im Pierce County im US-Bundesstaat Washington. Die Stadt liegt am südlichen Ende des Puget Sounds, ca. 51 km südwestlich von Seattle, 50 km nordöstlich der Hauptstadt des Bundesstaates, Olympia, und ca. 93 km nordwestlich des Mount-Rainier-Nationalparks. Tacoma stellt eine principal city der Metropolregion Seattle dar. Das U.S. Census Bureau hat bei der Volkszählung 2020 eine Einwohnerzahl von 219.346 ermittelt.

## Geographie

### Geographische Lage
Tacoma liegt im Nordwesten der USA im Bundesstaat Washington, an der Commencement Bay, einer Bucht im Puget Sound zwischen Seattle im Nordwesten (51 km) und Olympia (50 km) am südlichen Ende des Sounds. Im Westen liegen die Olympic Mountains, im Osten das Kaskadengebirge mit Mount Rainier. Dies ist ein Teilbereich des sogenannten pazifischen Nordwestens. Tacoma ist die Hauptstadt des Bezirks Pierce County.
Der größte Fluss der Stadt, der Puyallup entspringt im Kaskadengebirge am Mount Rainier und mündet im Hafengebiet in die Commencement Bay. Der Puyallup ist ca. 72 km (45 Meilen) lang und transportiert ca. 80 m³ Wasser pro Sekunde. Weitere kleinere Flüsse und Bäche sind: Wapato Creek, Hylebos Creek.

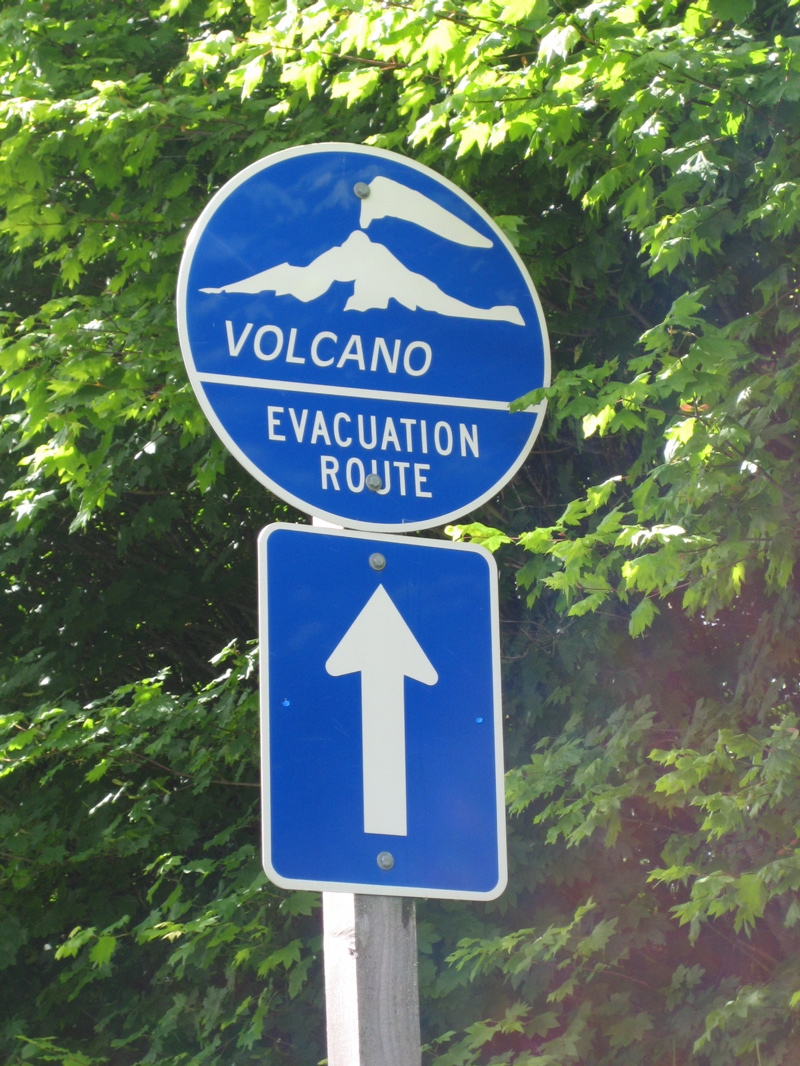
Hinweisschild Evakuierungsroute bei Vulkanausbruch

Die Stadt steigt von der Bucht aus auf 146,9 m (482 Feet) Höhe an. Die Gesamtfläche der Stadt beträgt 162,2 km², unterteilt in 129,7 km² Landmasse und 32,5 km² Wasser. Damit besteht ein Fünftel der Gesamtfläche der Stadt aus Wasser. Tacoma ist die größte Stadt im Pierce County und drittgrößte Stadt im Bundesstaat. Beinahe vom gesamten Stadtgebiet aus ist Mount Rainier sichtbar, der aktive und potentiell gefährlichste Vulkan der Kaskadenkette ist ein wesentlicher Bestandteil des Stadtbilds. Im Falle eines Vulkanausbruchs besteht für Teile der Stadt, insbesondere im Bereich des Hafens, die Gefahr von Überschwemmungen und Schlammlawinen. Eine weitere Gefahr stellt vulkanische Asche dar, die weite Gebiete im Bereich Tacomas erreichen kann. Es wurden Fluchtrouten für eine effektive Evakuierung festgelegt, sogenannte „Volcano Evacuation Routes“, auf die mit besonderen Straßenschildern hingewiesen wird.

### Geologie
Tacoma liegt auf der Nordamerikanischen Kontinentalplatte, in der Tiefebene „Puget Lowland“ auf bis zu einem Kilometer starken Ablagerungen aus dem Quartär. Die Juan-de-Fuca-Platte taucht unter die Nordamerikanische Platte (Subduktion).
Im Osten erstreckt sich das Kaskadengebirge mit dem aktiven Vulkan Mount Rainier. Die Nähe zu diesem Gebirge, insbesondere zum Mount Rainier, birgt eine potentielle Erdbebengefahr. Ein Ausbruch des Schichtvulkans bedeutet für Tacoma eine große Gefährdung des Stadtgebietes rund um den Fluss Puyallup durch Schlammlawinen und für die gesamte Stadt durch Ascheregen.
Das Stadtgebiet ist geprägt durch Flachland, die sogenannten „Tideflats“ im Osten und hügelige Landschaft im Norden, Westen und Süden mit teilweise sehr großen Steigungen, besonders im Stadtzentrum.

#### Erdbeben
| Bezeichnung des Bebens/Ort | Datum            | Stärke (Richterskala) |
| -------------------------- | ---------------- | --------------------- |
| Straße von Georgia         | 23. Juni 1946    | 7,3                   |
| Olympia                    | 13. April 1949   | 7,0                   |
| Tacoma                     | 29. April 1965   | 6,5                   |
| Nisqually                  | 28. Februar 2001 | 6,8                   |
| zum Vergleich              |                  |                       |
| San Francisco              | 18. April 1906   | 7,8                   |

### Nachbargemeinden
Tacoma grenzt an folgende Nachbargemeinden:
| Westlich von Tacoma: - University Place - Fircrest Östlich von Tacoma: - Twin Lakes - Federal Way - Fife - Milton | Nördlich von Tacoma: - Gig Harbor - Ruston - Browns Point Südlich von Tacoma: - Lakeview - Parkland - Allison |

### Stadtgliederung
Stadtteile und Stadtviertel
- Central Tacoma
  - Hilltop: Grenzen: 6th Avenue im Norden, 25th Straße im Süden, Yakima Avenue im Osten, und Sprague Avenue im Westen. Historisch ist Hilltop ein afro-amerikanisch geprägtes Viertel. Benannt wurde dieses Viertel nach seiner Lage auf einem Hügel oberhalb der Commencement Bay und des Hafens. Die Hauptstelle der Tacoma Public Library, das Bates Technical College, das Pierce County Gericht und die Pierce County Justizvollzugsanstalt befinden sich in Hilltop. Ende 1980 und Anfang 1990 hatte der Stadtteil Hilltop große Probleme mit Kriminalität, insbesondere mit Gangs, wie den West-Coast-Crips und Drogen, besonders Kokain. Seit Mitte der neunziger Jahre wurden diese Probleme durch neighborhood watch, eine zivile Nachbarschaftspatrouille, verstärkte Polizeipräsenz und verstärkte Investitionen in gewerbliche Bauten gemildert und teilweise in andere Stadtteile verlagert. Das Zentrum der Gangaktivitäten ist zurzeit die östlichen Stadtteile.

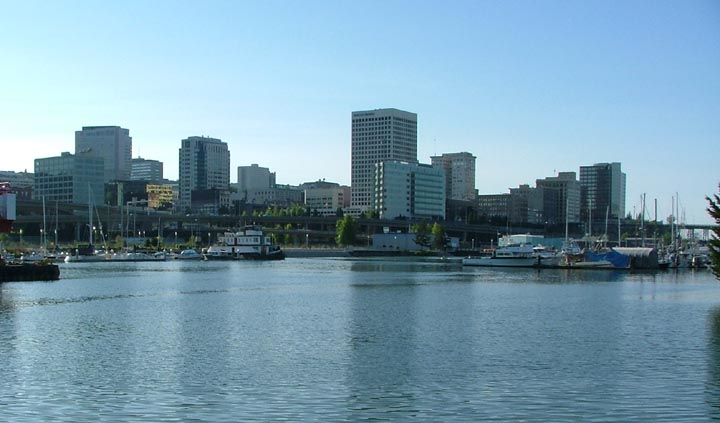
Downtown Tacoma

- Downtown Tacoma: Grenzen: Zwischen Pacific Avenue und St.-Helens-Straße. Der Mittelpunkt von Downtown Tacoma ist die Kreuzung von 9. Straße und Broadway, mit drei Theatern. Das Tacoma Convention Center, das Rialto Theater, das Pantages Theater, das Theater on the Square und das Bostwick Building sind markante Gebäude des Stadtteils. Der Weihnachtsbaum der Stadt wird ebenfalls jährlich in Downtown Tacoma aufgestellt. Das Tacoma Convention Center wurde 2004 für 84 Millionen Dollar errichtet und gilt als der wichtigste Faktor in der Beschleunigung des Wiederauflebens und Modernisierung des Viertels. Der Stadtteil ist bekannt für weitere historische Bauten, wie die ehemalige Union Station, das Winthrop Hotel und die Old City Hall. Weiterhin finden sich viele gastronomische Betriebe in Downton Tacoma, besonders an der Pacific Avenue.
  - Stadium District (geteilt mit „North End“): Grenzen: Zwischen „North Slope“ und Hilltop. Der Stadium District ist ein historischer Stadtteil Tacomas, der vorwiegend aus Geschäften und Wohnblöcken besteht. Hier sind unter anderem The Tacoma Little Theatre, Tacoma's Landmark Temple Theatre und Stadium High School angesiedelt.
- Eastside
  - Dome District
  - McKinley Hill
  - Salishan: Salishan wurde nach dem Zweiten Weltkrieg geschaffen, um Militärpersonal, Veteranen und deren Familien günstig zu mietenden Wohnraum zur Verfügung zu stellen. Tacoma war durch die Nähe zum US-Army Fort Lewis und der McChord Air Force Base ein primärer Standort dafür. Die verbliebenen Teile wurden vom Metropolitan Park District Tacoma und vom Swan Creek Park aufgekauft. Salishan ist ein Viertel, das sehr von Armut geprägt ist. 57,4 % der Bewohner Salishans, 64,5 % der unter 18-Jährigen und 52,6 % der über 65-Jährigen leben unterhalb der Armutsgrenze. 43,2 % sind Alleinerziehende. 53,53 % sind Asiaten, 10,81 % Afro-Amerikaner und 23,55 % sind sogenannte Weiße.[8]

2001 erhielt die Stadt 35 Millionen Dollar aus dem HOPE-VI-Programm, um den Stadtteil zu sanieren und sicherer zu machen. Ein 200-Millionen-Dollar-Plan zur Sanierung wurde geschaffen. Dieser Plan sieht vor, die bestehenden Behausungen komplett abzureißen und durch 1200 neue Häuser in einem Mix aus Eigentum und zu mietenden Objekten zu ersetzen. Dieser Plan enthält auch ein neues Krankenhaus, ein Technologie-Center und mehrere Kinderbetreuungseinrichtungen. Der Schwerpunkt des Projekts ist die Umgestaltung in eine eher städtische Umgebung mit Grünflächen.
- Northeast Tacoma: Grenzen: Der Hafen von Tacoma im Südwesten, der Ort Fife (Fife Heights) im Südosten, Browns Point im Nordwesten und King County im Nordosten bilden die Grenzen von Northeast Tacoma. Durch die Abtrennung von Tacoma durch das Hafengebiet hat Northeast Tacoma den Charakter einer Satellitenstadt. Während der letzten Jahrzehnte ist der Stadtteil stetig gewachsen und hat großen Einfluss auf die Steigerungen der Einwohnerzahlen Tacomas. Northeast Tacoma ist der wohlhabendste Stadtteil Tacomas. Durch die Hanglage haben viele Häuser einen ausgezeichneten Blick auf die Commencement Bay. Mit 146,9 Metern (482 Feet) über dem Meeresspiegel ist der Indian Hill die größte Erhebung Tacomas.
  - Browns Point (nicht eingemeindet): Grenzen: Nach Südosten bildet Northeast Tacoma die Grenze, zu allen anderen Seiten der Puget Sound. Browns Point wurde nach Alvin Harris, einem Segelmacher auf der Wilkes Expedition benannt. Der markanteste Punkt ist der 1887 gebaute Leuchtturm, der 1933 neu erbaut und 1963 voll automatisiert wurde. Der Turm und die in der Nähe stehende Hütte wurden ins amerikanische Register historischer Plätze aufgenommen.
  - Crescent Heights
- South End
- South Tacoma
  - Fern Hill: Grenzen: Begrenzt wird Fern Hill durch South 72nd Street im Norden, im Süden durch die Stadtgrenze an der 96th Street, im Westen durch die South Sheridan Ave und im Osten durch die Pacific Avenue. In Fern Hill befinden sich unter anderem eine Zweigstelle der Tacoma Public Library, eine große Kirche, eine Grundschule sowie mehrere stattliche historische Gebäude. Fern Hill hat drei Parks in einer Entfernung von drei Straßenblöcken.

- West Tacoma
- North Tacoma: Grenzen: 6th Avenue im Süden und Division Avenue im Osten. Im Norden und Westen grenzt North Tacoma an die Commencement Bay. Im Vergleich zu den anderen Stadtteilen ist North Tacoma wohlhabender und besteht zum Großteil aus Angehörigen der Mittelschicht. North Tacoma war traditionell ein Viertel der unteren Mittelschicht, viele Fischer lebten dort. Obwohl North Tacoma oft als Trabantensiedlung von Seattle angesehen wird, arbeiten die meisten Bewohner von North Tacoma in Tacoma selbst, eine ungewöhnlich hohe Zahl in Berufsfeldern wie Bildung, Gesundheit und sozialen Diensten. Politisch gesehen ist North Tacoma überwiegend den Demokraten nahestehend, sowohl national, bundesstaatlich und lokal.[8]
  - North Slope: Grenzen: Es gibt keine definierten Grenzen für diesen Stadtteil, oftmals ist der Übergang, besonders in Richtung Yakima Hill fließend. Gemeinhin werden als Begrenzung im Nordosten North I Street, Division Avenue im Südosten, 6th Avenue im Süden und Steele Street im Westen angenommen. Das Viertel ist relativ wohlhabend und verfügt über eine Bevölkerung mit gehobenem Bildungsstandard.
  - Old Tacoma: Old Tacoma wird im täglichen Leben Tacomas als Old Town bezeichnet. Historische Bauten aus den 1880ern und Kopfsteinpflaster rechtfertigen den Namen. Der Nachbau von Job Carrs Hütte wurde hier errichtet und auch Tacomas erste Kirche wurde hier gebaut. Eine gesunde Mischung aus Einzelhandel und Büros ist hier vorhanden. Außerdem hat Old Tacoma eine besonders gute Aussicht über die Commencement Bay.
  - Proctor District: Im Proctor District finden sich einige einzigartige Einzelhändler, Banken und Geschäfte für Dinge des täglichen Bedarfs. Das Viertel hat sich ein Kleinstadt-Flair innerhalb Tacomas bewahrt. Das Blue Mouse Theatre, ein kleines Kino, wurde am 23. November 1923 eröffnet.
  - Prospect Hill: Hier stehen auf Grund der Lage mit Blick auf die Bucht auch die teuersten Häuser der Stadt, auch wenn nur ein paar wenige Grundstücke einen wirklich guten Ausblick haben.
  - Ruston (selbstständig) Grenze: Komplett von Tacoma umgeben, im Nordosten bildet die Commencement Bay einen natürlichen Abschluss. Ruston ist eigentlich kein Stadtteil von Tacoma, sondern eine rechtlich eigenständige Gemeinde, der Großteil der Einwohner Rustons betrachtet sich selbst jedoch als Mitbürger der Stadt Tacoma. Ruston wird oft als North End von Tacoma bezeichnet.
  - Ruston Way: Ruston Way ist ein beliebtes Ausflugsziel für Spaziergänge an der Commencement Bay und im Sommer ein Treffpunkt für die Jugendlichen Tacomas.
  - Skyline: Skyline wird manchmal auch „Narrows View“ genannt, ein Bezug auf den Ausblick auf die Tacoma Narrows. Das Zentrum ist der Skyline Drive.
  - Stadium District (geteilt mit „Downtown Tacoma“), siehe weiter oben
  - Yakima Hill: Grenzen: North I Street im Süd-Südwesten, Tacoma Avenue im Nord-Nordosten, North Borough Road im Westen, North Stadium Way im Norden und North 3rd Street im Osten. Yakima Hill ist ein ruhiges, recht wohlhabendes Viertel. Der Großteil der Bebauung besteht aus Wohnhäusern. Die Annie Wright School und ein privater Tennisclub

#### Militärische Einrichtungen
Mehrere militärische Einrichtungen befinden sich in der Nähe der Stadtgrenzen:
- Fort Lewis (Army)
- Madigan Army Medical Center
- McChord Air Force Base

### Klima
Tacoma liegt in der gemäßigten Zone. Generell herrscht ein gemäßigtes Klima mit feuchten Wintern und angenehmen Sommertemperaturen vor, wobei durchaus 30 °C erreicht und überschritten werden. Das Klima wird hauptsächlich vom Pazifischen Ozean bestimmt und bringt ergiebige Winterniederschläge hervor. Der Klimabereich wird Puget Lowlands genannt.
Als Teil des pazifischen Nordwestens findet sich der berühmte Regen auch hier, aber in geringerem Ausmaß als gemeinhin angenommen. Der durchschnittliche Niederschlag in Tacoma beträgt lediglich 94 Zentimeter (37 Inch), das ist weniger als in anderen Metropolregionen der USA. Der größte Teil des Niederschlags fällt in den Wintermonaten, die durchschnittliche maximale Temperatur beträgt 7 °C. Im Sommer beträgt die durchschnittliche maximale Temperatur 24 °C bei geringer Luftfeuchtigkeit.
Die Nähe zum Pazifik und der Kaskadenkette trägt zum milden Klima bei. Die Anzahl der Sonnentage ist durchschnittlich 141 pro Jahr.

#### Tabelle

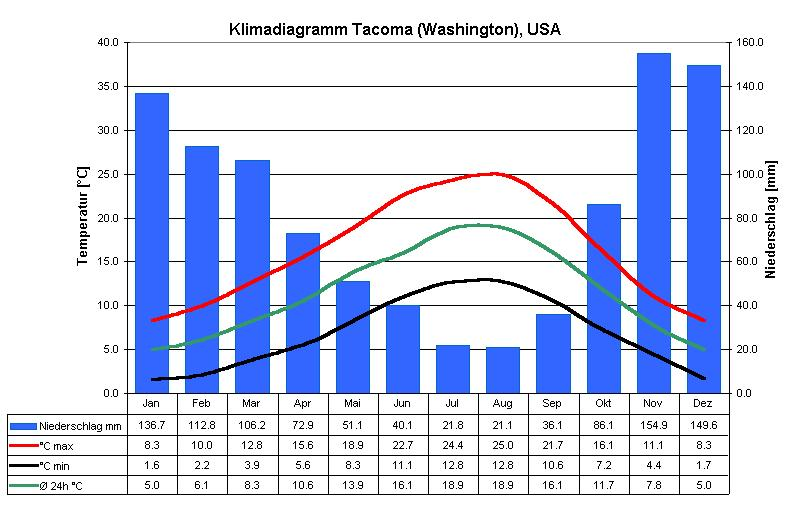
Klimadiagramm Tacoma

|                        | Jan   | Feb   | Mär   | Apr  | Mai  | Jun  | Jul  | Aug  | Sep  | Okt  | Nov   | Dez   |   |       |
| Mittl. Temperatur (°C) | 5,0   | 6,1   | 8,3   | 10,6 | 13,9 | 16,1 | 18,9 | 18,9 | 16,1 | 11,7 | 7,8   | 5,0   | ⌀ | 11,6  |
| Mittl. Tagesmax. (°C)  | 8,3   | 10,0  | 12,8  | 15,6 | 18,9 | 22,7 | 24,4 | 25,0 | 21,7 | 16,1 | 11,1  | 8,3   | ⌀ | 16,3  |
| Mittl. Tagesmin. (°C)  | 1,6   | 2,2   | 3,9   | 5,6  | 8,3  | 11,1 | 12,8 | 12,8 | 10,6 | 7,2  | 4,4   | 1,7   | ⌀ | 6,9   |
|                        |       |       |       |      |      |      |      |      |      |      |       |       |   |       |
| Niederschlag (mm)      | 136,7 | 112,8 | 106,2 | 72,9 | 51,1 | 40,1 | 21,8 | 21,1 | 36,1 | 86,1 | 154,9 | 149,6 | Σ | 989,4 |

| 1,6 |

| 2,2 |

| 3,9 |

| 5,6 |

| 8,3 |

| 11,1 |

| 12,8 |

| 12,8 |

| 10,6 |

| 7,2 |

| 4,4 |

| 1,7 |

| 1,6 |

| 2,2 |

| 3,9 |

| 5,6 |

| 8,3 |

| 11,1 |

| 12,8 |

| 12,8 |

| 10,6 |

| 7,2 |

| 4,4 |

| 1,7 |

#### Wetterereignisse
Am 12. Oktober 1962 traf der bisher stärkste Sturm Tacoma. Dieser wird als Mutter aller Stürme des Jahrhunderts bezeichnet. Windgeschwindigkeiten von bis zu 140 km/h (88 mph) wurden in Tacoma gemessen, in anderen Gegenden bis zu 240 km/h (150 mph). Dieses Ereignis wird The Columbus Day Wind Storm genannt.
Der Sturm forderte in einem Gebiet von Kalifornien bis British Columbia, Kanada insgesamt 46 Leben, 235 Millionen US-Dollar Schaden an Gebäuden. 35.396.000 m³ Holz mit einem damaligen Wert von 750 Millionen US-Dollar fielen dem Sturm zum Opfer.

## Geschichte
Die Gegend um Tacoma wurde zuerst von den Ureinwohnern Amerikas besiedelt, hauptsächlich vom Stamm der Puyallup. Verschiedene europäische Entdecker unternahmen Reisen in die Gegend von Tacoma, unter anderen George Vancouver und Charles Wilkes, die viele Wahrzeichen benannten (unter anderem Mount Rainier) und erste Karten zeichneten.
Job Carr, ein Bürgerkriegsveteran, Quäker, Pionier und Postangestellter, besiedelte Tacoma Weihnachten 1864 als einer der Ersten. Er errichtete seine Hütte dort, wo jetzt Old Tacoma ist. In der Indianersprache wird das Gebiet Shu-bahl-up genannt, der geschützte Ort. Das erste Sägewerk wurde 1852 von Nicholas Delin, einem gebürtigen Schweden, erbaut. Es hatte eine Kapazität von ca. 600 Metern (2000 Feet) pro Tag. Delin und Carr waren zu diesem Zeitpunkt die einzigen Weißen in der Gegend.
In der Hoffnung auf Gewinn durch steigenden Landpreise nach Fertigstellung der geplanten Interkontinental-Eisenbahn mit der Endstation an der Commencement Bay, obwohl zum damaligen Zeitpunkt niemand wusste, wo die Endstation für die von Präsident Abraham Lincoln autorisierte Eisenbahnlinie sein wird.
Ein weiterer Investor war Matthew Morton McCarver, der unter anderem ca. vier Hektar Land von Job Carr kaufte, der ca. zwei Hektar behielt.
Das erste Schiff, das die neue Siedlung anlaufen sollte, musste mit brennenden Baumstümpfen und Gewehrschüssen geleitet werden, da die Stadt zum damaligen Zeitpunkt noch sehr klein war und die Schiffsoffiziere den Weg nicht finden konnten. Mit diesem Schiff erreichte McCarvers späterer Schwiegersohn Clinton P. Ferry die neue Siedlung. Ferry gründete das Ferry Museum und hinterließ dem Museum zwei Drittel seines Vermögens für Instandhaltung. Ferry ließ sich gerne als der Duke of Tacoma bezeichnen Drei weitere Investoren aus San Francisco gründeten das „Hanson Ackerson & Co.“ Sägewerk direkt an der Wasserlinie. ca. 12 km (40.000 Feet) Holz wurden pro Tag gesägt. Das erste Hotel wurde von Janet Elder Steele und ihrem Ehemann gegründet. Das Hotel mit 24 Zimmern wurde im Februar 1869 eröffnet und wurde 15 Jahre lang erfolgreich betrieben. Im Herbst 1868 bestand die Stadt aus Job Carrs Hütte und zwei in Bau befindlichen Gebäuden, das Hotel Steele und das Sägewerk Hanson Ackerson & Co.
McCarver nannte seine Stadt „Commencement City“, Phillip Ritz, ein Baumschulbesitzer, nach dem die Stadt Ritzville, Washington benannt wurde, schlug vor, der Stadt den Namen Tacoma zu geben. Inspiriert wurde Ritz durch das Buch Canoe and Saddle von Theodore Winthorp. Ritz brachte die Schwarz-Pappel (Populus nigra Italica) in den pazifischen Nordwesten.
Der Name Tacoma wurde nach einer Sitzung mit McCarvers Banken offiziell angenommen und McCarver gab C.P. Ferry den Auftrag, den Namen auf der Landkarte zu ändern. Diese Karte ist heute im Ferry Museum zu besichtigen.
Am 16. Dezember 1873 schlugen Job Carr, „Skookum Smith“, McCarver, General Sprague und John Ralston den letzten Nagel, um den Bau der Eisenbahnstrecke von Kalama nach Tacoma zu vollenden.
1874 repräsentierten unter anderem Jobb Carr und sein Sohn Howard Old Tacoma in den Verhandlungen mit den Vertretern New Tacomas, um beide Teile zu einer Stadt zu vereinen. Jobb Carr wurde zum Präsidenten der fünf Vertreter Old Tacomas gewählt. Damit ist er, im weitesten Sinne, der erste Bürgermeister von Tacoma, neben seinen Positionen als erster Postmeister und erster Notar. McCarver hat die offizielle Gründung Tacomas nicht mehr erlebt, er verstarb im 17. April 1875, nachdem er sich auf dem Weg zu neuentdeckten Kohlevorkommen am Puyallup eine schwere Erkältung zugezogen hatte.
Die erste lokale Zeitung, The Pacific Tribune, wurde am 9. August 1873 von Thomas Prosch veröffentlicht, die Zeitung erschien jeden Abend. Die letzte Ausgabe erschien bereits am 11. Juni 1875, Prosch verlegte den Sitz der Zeitung nach Seattle und änderte den Namen in Seattle Pacific Tribune. Nach etwas mehr als einem Jahr wurde auch diese Zeitung eingestellt. Thomas Prosch wurde danach Herausgeber der Zeitung Seattle Post-Intelligencer. Job Carrs Tochter Marietta und ihr junger Sohn starben am 8. Oktober 1875 beim Untergang des Schiffs Pacific in der Juan-de-Fuca-Straße. Die Pacific versank nach einem Zusammenstoß mit dem Schiff Orpheus, 273 der 275 Passagiere der Pacific starben bei diesem Unglück.
Eine Nachbildung Job Carrs Hütte, die auch als Tacomas erstes Postamt (Eröffnung am 25. März 1869) gedient hat, wurde im Jahr 2000 im Viertel „Old Town“ in der Nähe des ehemaligen Standortes, zwischen Carr Street und McCarver Street, errichtet. Carrs Sohn Anthony wurde das Austragen der Post zwischen Steilacoom und dem neuen Postamt übertragen. Job Carrs Großvater, Colonel Caleb Carr wurde nach dem Bürgerkrieg der erste Gouverneur des Bundesstaates Rhode Island an der Ostküste der USA.
Tacoma wurde am 12. November 1875 offiziell gegründet, die erste Siedlung entstand 1864. Tacomas Vorläufer Commencement City wurde 1868 gegründet. 1873 eröffnete die Northern Pacific Railway einen Bahnhof mit dem Namen New Tacoma in der Nähe der Siedlung, oberhalb der „Tideflats“ der bestehenden Siedlung. Nicholas Delin versuchte McCarver davon zu überzeugen, die Siedlung dort zu bauen, wo der neue Bahnhof gebaut wurde, McCarver aber glaubte, dass sein gewählter Standort der bessere sei. Dadurch hatten alle, die vor Festlegung des Bauortes des Bahnhofs in Commencement City/Old Tacoma investiert hatten, nur einen geringen Profit. 1883 wurden die beiden Orte unter dem Namen Tacoma vereinigt. Die in die Eisenbahn gesetzten Hoffnungen auf Wohlstand, daher der Beiname „City of Destiny“, wurden durch den Goldrausch am Klondike River Ende des 19. Jahrhunderts nachhaltig erschüttert. Seattle profitierte im Gegensatz zu Tacoma stark von diesem Boom.
1880 unternahm George Francis Train eine in Tacoma startende (18. März) und endende (24. Mai) Weltumrundung, um einen neuen Geschwindigkeitsrekord aufzustellen und um die Zentrale Lage Tacomas hervorzuheben. Sein Rekordversuch dauerte exakt 67 Tage, 18 Stunden, 2 Minuten und 55 Sekunden. Heute erinnert eine Plakette mit dem Start- und Zielpunkt in der Innenstadt an diese frühe Werbemaßnahme. Mehrere tausend friedlich in Tacoma lebende Chinesen wurden im November 1885 aus der Stadt getrieben, am 4. November 1885 brannten 2 chinesische Siedlungen bis auf die Grundmauern nieder. Diese Aktion, die vom damaligen Bürgermeister geleitet wurde, wird heute die Tacoma-Methode genannt.
Am 26. Dezember 1886 wurde zum ersten Mal eine elektrische Straßenbeleuchtung in Betrieb genommen. 36.000 Einwohner wurden im Jahr 1890 gezählt.
1893 wurde bei einem Treffen der Loyal Legion of the United States einer Resolution von Bürgerkriegsveteran Russell G. O’Brien stattgegeben, in der er forderte, dass alle Mitglieder der Legion beim Erklingen der Nationalhymne aufstehen und ihre Kopfbedeckung abnehmen sollten. Dieses Verhalten wurde bald Tradition in den gesamten Vereinigten Staaten von Amerika.

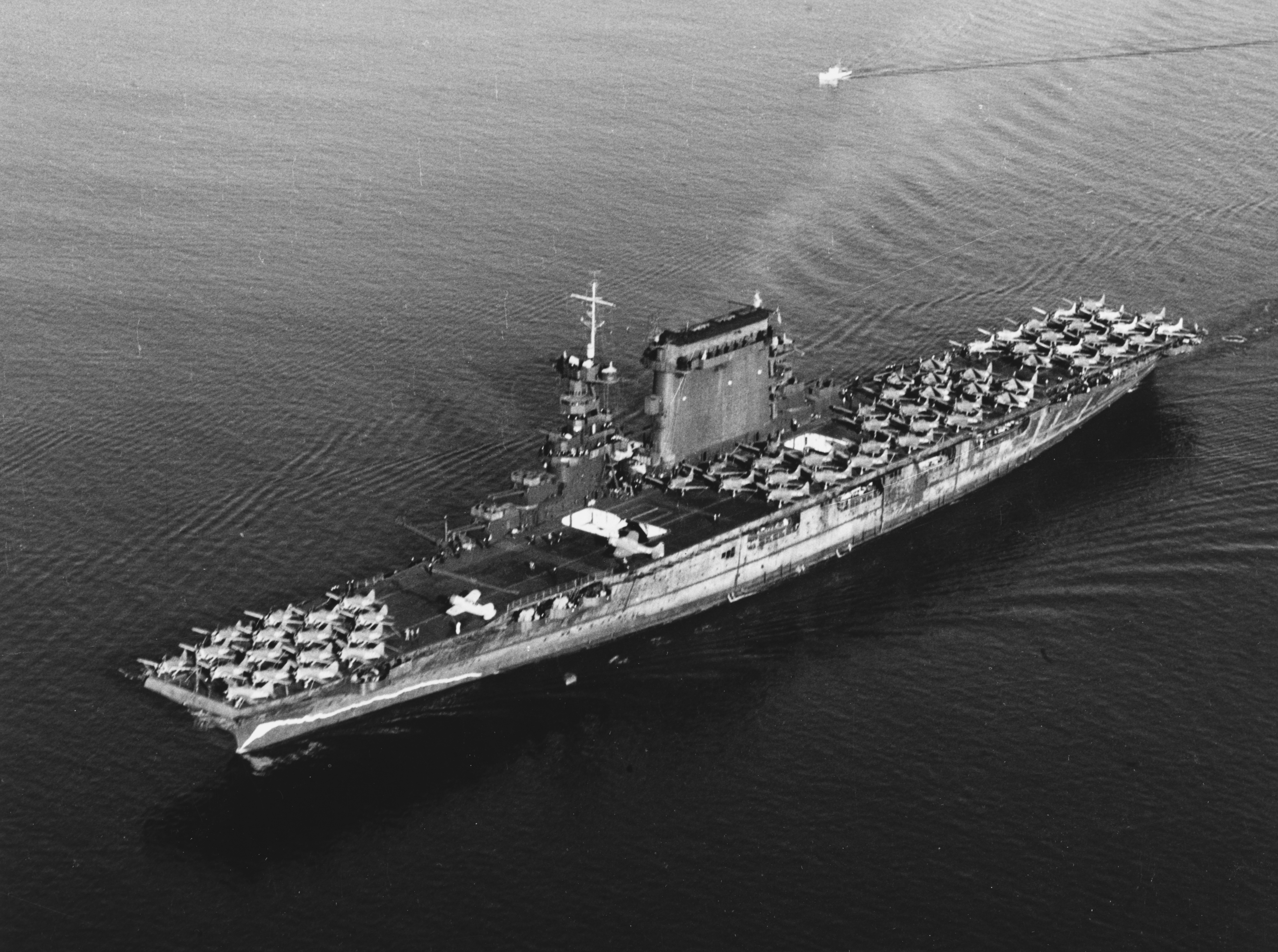
Die Lexington

Im Winter 1929/1930 litt die Stadt unter einem 30 Tage andauernden Stromausfall. Der Flugzeugträger Lexington versorgte mit bordeigenen Generatoren die Stadt mit Elektrizität. Die Navy erhielt dafür ein Betrag von 60.000 US-Dollar.
Während des Zweiten Weltkriegs wurden in Tacomas Werften insgesamt 74 Kriegsschiffe vom Stapel gelassen, mehr als 30.000 Arbeiter waren in Spitzenzeiten mit der Fertigung beschäftigt.

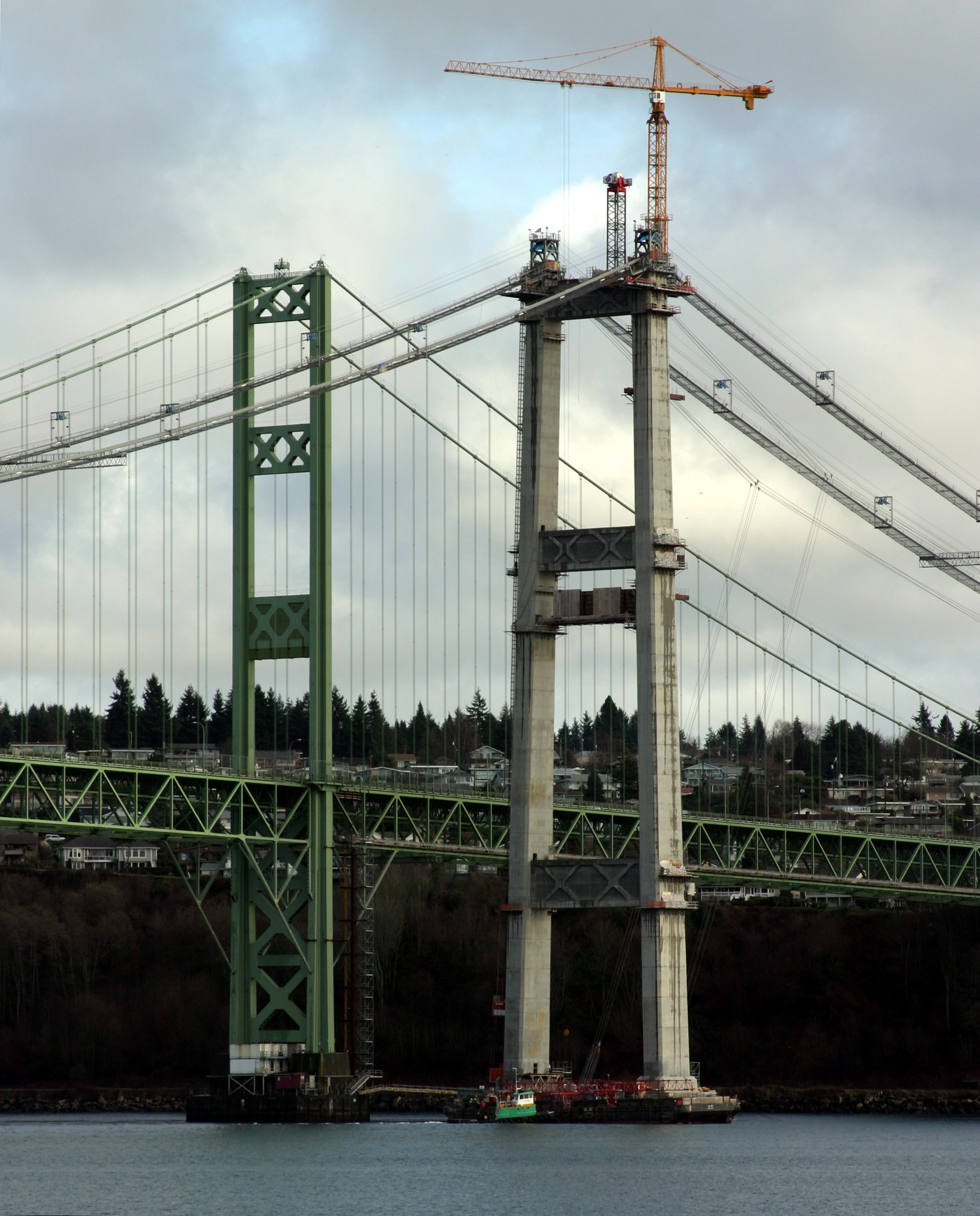
Tacoma Narrows Bridge, mit Neubau

Die Tacoma-Narrows-Bridge, auch bekannt als „Gallopping Gertie“, stürzte am 7. November 1940, vier Monate nach ihrer Eröffnung, ein und wurde erst 10 Jahre später neu errichtet, eine Notwendigkeit, da die Einwohnerzahl auf der Tacoma gegenüberliegenden „Key Peninsula“-Halbinsel stetig anstieg und damit auch die Zahl der Fahrzeuge. Nachdem bereits 1998 die ersten Planungen begannen, wurde von Oktober 2002 bis Juni 2007 eine parallel laufende Brücke gebaut, die am 16. Juli 2007 feierlich eröffnet wurde, da die alte Tacoma Narrows Bridge und die Stateroute 16 dem stetig steigendem Verkehrsaufkommen und den Vorschriften für Erdbebensicherheit nicht mehr gerecht wurden. Das Projekt wurde im Sommer 2008 mit der Sanierung und erdbebensicheren Nachrüstung des alten Brückenbaus fertig gestellt, da man nun jeweils eine Brücke je Fahrtrichtung, nämlich die ursprüngliche Brücke in Süd-Nord und den neuen Brückenbau in Nord-Süd-Richtung nutzt. Das Projekt kostete insgesamt 849 Mio. US-Dollar. Die neue Brücke hat eine Mautstelle auf der Kitsapseite. Der neue Brückenbau ist auf eine Lebensdauer bis 2070 ausgelegt, die Sanierung der alten Brücke sollte deren Lebensdauer bis 2030 verlängern.
Die „Port Industrial Waterway“ Brücke, „Blair Bridge“ genannt, wurde 1953 erstellt und 1997 aufgrund der Erweiterung des „Blair Waterways“ gesperrt und wieder abgerissen, da die Öffnung der Brücke mit ca. 46 m (150 feet) für die immer größer werdenden Schiffe nicht mehr ausreichte. Die Brücke überspannte ca. 91 m (300 feet) Wasserstraße.
Das Cheney Stadion wurde 1960 nach nur dreimonatiger Bauzeit eröffnet. Das Baseball-Stadion ist seit seiner Eröffnung Heimatstadion in der Minor League Baseball (Pacific Coast League) für sieben Teams, seit 1995 für die Tacoma Rainiers, die zu den Seattle Mariners gehören.
Der landesweit erste Fahrsteig wurde am 27. Februar 1961 in Tacoma in Betrieb genommen.
1998 wurde mit der Installation von Glasfaserleitungen in der gesamten Stadt begonnen. Die stadteigene Gesellschaft „City of Tacoma Power“ hob damit Tacoma auf Platz 1 in der Liste der am dichtesten mit optischen Datenleitungen versorgten Städte, Tacoma wird Amerikas „most wired city“ genannt. Die Investition belief sich auf über 100 Millionen US-Dollar. Ca. 1.127 km (700 Meilen) Kabel wurden verlegt und die Telekommunikationsunternehmen Qwest und AT&T erhöhten das Investitionsvolumen um über 200 Millionen US-Dollar für Erweiterungen im gesamten Bezirk Pierce County.
Tacoma verfügt über ein von der chinesischen Bevölkerung angelegtes, weit verzweigtes Tunnelsystem unterhalb vieler Straßen. Diese offiziell nicht zugänglichen Tunnel wurden von Abenteurern teilweise erkundet. Es sollen Tunnel vom Stadion bis zum Tacoma General Hospital vorhanden sein.

### Historische Objekte
- In Tacoma steht die historische Nisqually Power Substation (auch bekannt als Tacoma Substation & Storage House), ein 1911 errichtetes Umspannwerk. Die beiden Gebäude wurden am 25. April 2001 vom National Register of Historic Places als historische Denkmäler mit der Nummer 01000429 aufgenommen.[15]
- Die historische Fireboat Station (auch bekannt als Fire Station No. 18) in Tacoma befindet sich auf der East 11th Street 302. Es wurde 1986 vom NRHP aufgenommen (NRHP 86000978).[16]

### Renaissance der Innenstadt
In den letzten 15 Jahren unternahm die Stadt große Anstrengungen, um ihr Erscheinungsbild zu verbessern und insbesondere die Innenstadt zu beleben.
1990 eröffnete die „University of Washington“ eine Zweigstelle in Tacoma und der historische Bahnhof, „Union Station“, wurde restauriert. Das „Museum of Glas“ öffnete 2002 und zeigt Glaskunst von lokalen und internationalen Künstlern. Eine voll funktionstüchtige Glasbläserwerkstatt ist Teil des Museums. Zurzeit wird an einem Automuseum, Harold LeMay America's Car Museum in der Nähe des Tacoma Dome gearbeitet. Das Tacoma Convention and Trade Center, ein moderner Bau aus Stahl und Glas, wurde im Juni 2004 eröffnet. 1996 wurde im sogenannten „Cultural District“ das historische Museum des Staates Washington und 2003 das  Tacoma Art Museum eröffnet. Seit 2002 steigt das Interesse an Wohn- und Geschäftsgebäuden in der Innenstadt stetig an, in gleichem Maße steigen die Immobilienpreise.
2004 wurde Tacoma unter die ersten 30 Städte gewählt, in denen es sich am besten leben lässt. Diese alljährliche Befragung wird von „Partners for Livable Communities“ durchgeführt.

### Einwohnerentwicklung

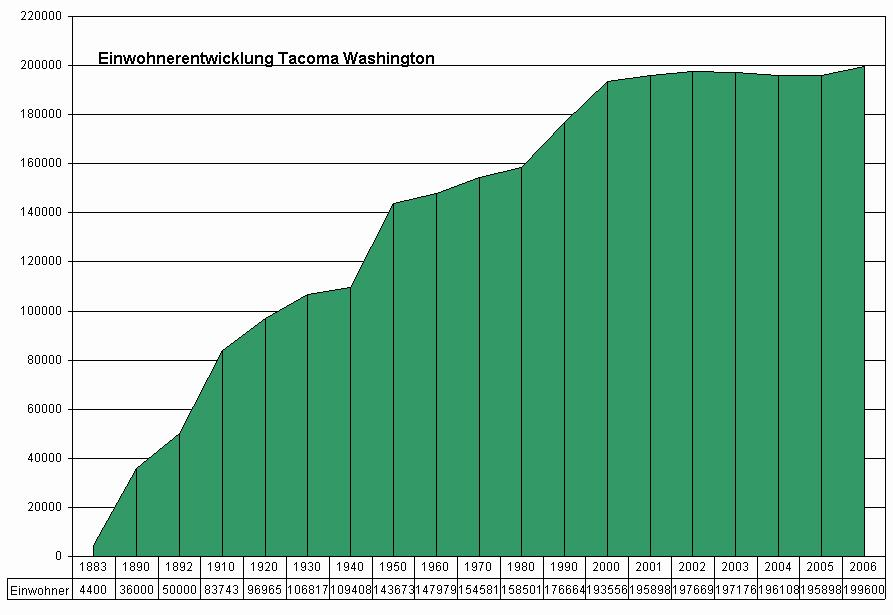
Einwohnerentwicklung 1883–2006

| Jahr | Einwohner |
| ---- | --------- |
| 1883 | 04.400    |
| 1890 | 036.000   |
| 1892 | 050.000   |
| 1910 | 083.743   |
| 1920 | 096.965   |
| 1930 | 106.817   |
| 1940 | 109.408   |

| Jahr | Einwohner |
| ---- | --------- |
| 1950 | 143.673   |
| 1960 | 147.979   |
| 1970 | 154.581   |
| 1980 | 158.501   |
| 1990 | 176.664   |
| 2000 | 193.556   |
| 2010 | 198.397   |
| 2020 | 219.346   |

Quelle:

#### Demographie
Der Anteil Weißer beträgt nach Angaben des US Census 2000 69,08 %, Afro-Amerikaner sind mit 11,24 % vertreten. Im Jahr 2000 gab es 76.152 Haushalte in Tacoma, 30,9 % mit Kindern unter 18 Jahren. 41,6 % waren verheiratete Paare. 31,7 % waren Single-Haushalte. Von diesen Single-Haushalten waren 10,4 % 65 Jahre oder älter. Die durchschnittliche Anzahl Personen pro Haushalt betrug 2,45 und die durchschnittliche Familiengröße betrug 3,10. 25,8 % der Einwohner waren unter 18 Jahre alt, 10,4 % von 18 bis 24 Jahre, 31,6 % 25 bis 44 Jahre, 20,3 % von 45 bis 64 Jahre und 11,9 % 65 Jahre und älter.
Das Pro-Kopf-Einkommen betrug 19.130 US-Dollar, der Einkommens-Median betrug 27.697 US-Dollar für den weiblichen und 35.820 US-Dollar für den männlichen Teil der Einwohner Tacomas. 11,4 % der Familien, 20,6 % unter 18 Jahren und 10,9 % der über 65 Jahre alten, lebten unterhalb der Armutsgrenze.

## Politik

### Gemeinderat
Die Stadt Tacoma wird von einem neunköpfigen „City Council“ regiert.
Die Mitglieder sind neben der Bürgermeisterin und ihrem Stellvertreter: Justin Camarata, Keith Blocker, Catherine Ushka, Chris Beale, Lillian Hunter, Conor McCarthy und Ryan Mello (Stand 2018). Alle Mitglieder werden für einen Zeitraum von vier Jahren gewählt. Die Wahlen finden immer in einem ungeraden Jahr statt. Das Council verabschiedet Gesetze und Verordnungen, genehmigt den Haushalt für zwei Jahre und führt andere Funktionen aus. Die Mitglieder besprechen sich in einzelnen, sogenannten „Standing Committees“, wo in enger umrissenen Bereichen wie zum Beispiel Umwelt und Sicherheit gearbeitet wird. Weitere Bereiche, zum Beispiel Verkehr, Armut und Ökonomie werden in einzelnen Arbeitsgruppen, „Boards“ genannt, bearbeitet. Die Mitglieder des Concils nehmen an diesen Sitzungen regelmäßig teil. Das Tagesgeschäft übernimmt der vom Council bestimmte „City-Manager“, der dem Council berichtet.

### Bürgermeister
Victoria Woodards wurde 2017 zum Bürgermeister („Mayor“) gewählt. Anders Ibsen ist ihr Stellvertreter, dieser Posten wird „Deputy Mayor“ genannt.

### Städtepartnerschaften
Tacoma unterhält folgende internationale Städtepartnerschaften:
| - Ålesund, Norwegen, seit 1986 - Biot, Frankreich, seit 2012 - Boca del Rio, Mexiko, seit 2016 - Browary, Ukraine, seit 2017 - Cienfuegos (Stadt), Kuba, seit 2000 - Davao City, Philippinen, seit 1994 - El Jadida, Marokko, seit 2007 | - Fuzhou, Volksrepublik China, seit 1994 - George, Südafrika, seit 1997 - Gunsan, Südkorea, seit 1978 - Kirjat Motzkin, Israel, seit 1979* - Kitakyūshū, Japan, seit 1959 - Taichung, Republik China (Taiwan), seit 2000 - Wladiwostok, Russland, seit 1992 |

* Die Partnerschaft mit der israelischen Stadt Kirjat Motzkin wurde 2018 beendet.
Eine Partnerschaft mit einer kroatischen Stadt ist geplant.

## Kultur und Sehenswürdigkeiten

### Theater
- Das Broadway Center for the Performing Arts besteht aus dem Pantages, dem Rialto (Kino) und dem Theatre On The Square.
- Champions Centre

### Museen
- Fort Nisqually Living History Museum
- Hands On Children’s Museum
- Karpeles Manuscript Library Museum
- LeMay: America’s Car Museum
- Museum of Glass: International Center For Contemporary Art & Tacoma Glassblowing Studio
- Shanaman Sports Museum of Tacoma & Pierce County
- Tacoma Art Museum
- Washington State History Museum
- Working Waterfront Maritime Museum

### Musik
- Tacoma Musical Playhouse
- Wintergrass[21]
- Tacoma Barbershop Harmony Chorus (Totem Aires)

### Kino
- The Grand Cinema
- Rialto

### Gärten
- W. W. Seymour Botanical Conservatory

### Casinos
- Point Defiance Casino, Cafe and Poker Room
- Emerald Queen Casino

### Sonstiges
- Golden Pacific Railroad
- Tacoma Nature Center

### Bauwerke

#### Historische Bauten

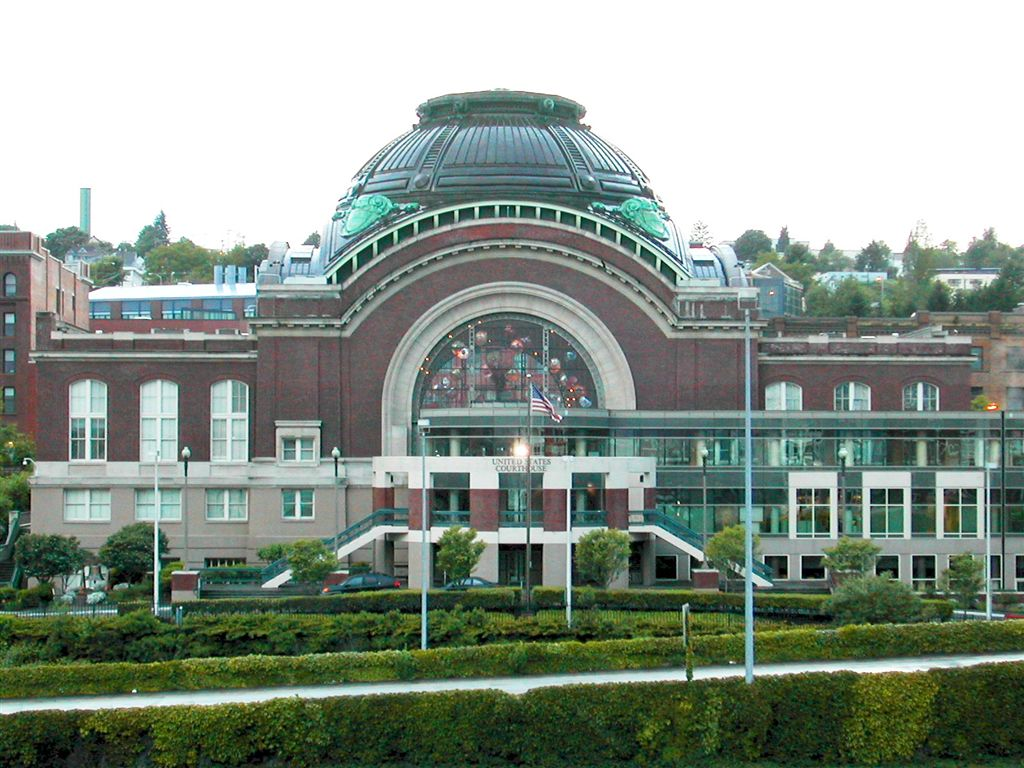
Court House

- Court House (ehemalige Union Station)
- Fort Nisqually
- Pagode in Point Defiance Park
- Job Carrs Hütte (Nachbau)
- Old Town Hall
- Northern Pacific Building
- Spanische Treppe
- Rialto Theater

#### Neuere Bauten
- Museum of Glass
- Chihuly Bridge of Glass
- Port of Tacoma-Aussichtsturm
- Tacoma Convention & Trade Center
- Washington State History Museum
- Tacoma Narrows Bridge
- Tacoma Dome

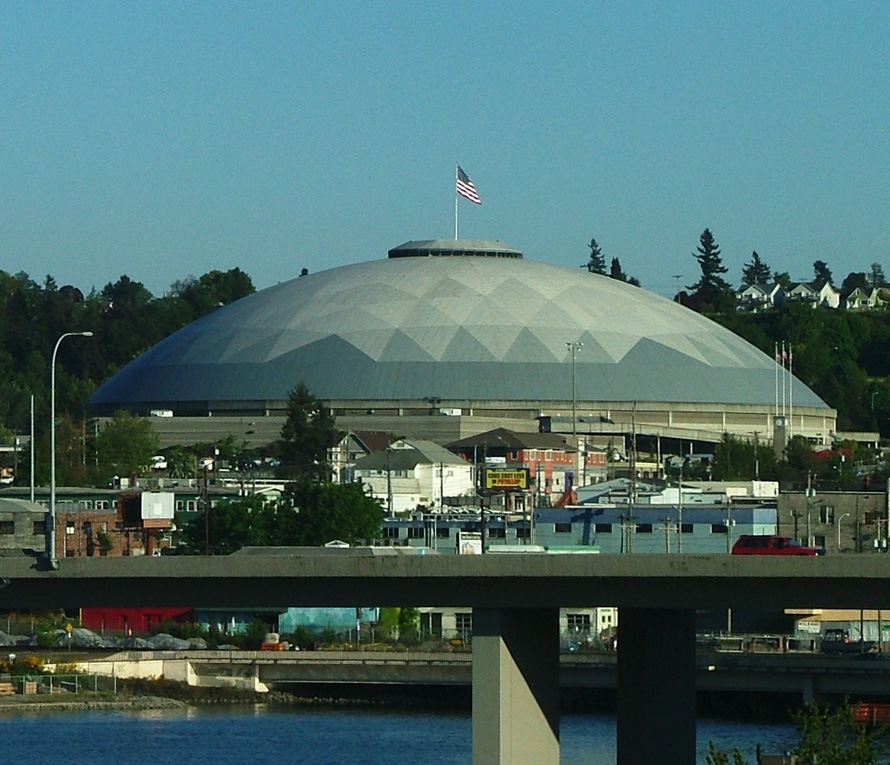
Tacoma Dome

Am 21. April 1983 wurde der Tacoma Dome eröffnet, Baustart war am 1. Juli
1981. Die Baukosten betrugen 44 Millionen US-Dollar. Der Dome ist vielseitig nutzbar. Hauptsächlich finden Konzerte und Sportveranstaltungen statt. Das erste große Konzert fand am 11. August 1983 mit David Bowie statt. Der Tacoma Dome ist das zweitgrößte Indoor-Stadion der Welt mit einem aus Holz konstruierten Dom und einer der größten mit einer geodätischen Kuppel. Der Durchmesser beträgt 161,5 Meter (530 Feet), die Höhe 46,3 Meter (152 Feet). Aufgrund der Holzbauweise wird der Dome auch oft als The Woodshed, der Holzschuppen bezeichnet. Das Shanaman Sports Museum ist innerhalb des Domes integriert. Während der Renovierung der KeyArena in Seattle von 1994 bis 1995 diente der Tacoma Dome als Spielstätte für die Heimspiele der Seattle SuperSonics.

### Parks

#### Metroparksverwaltung
Diese Parks in Tacoma werden von Metroparks verwaltet.

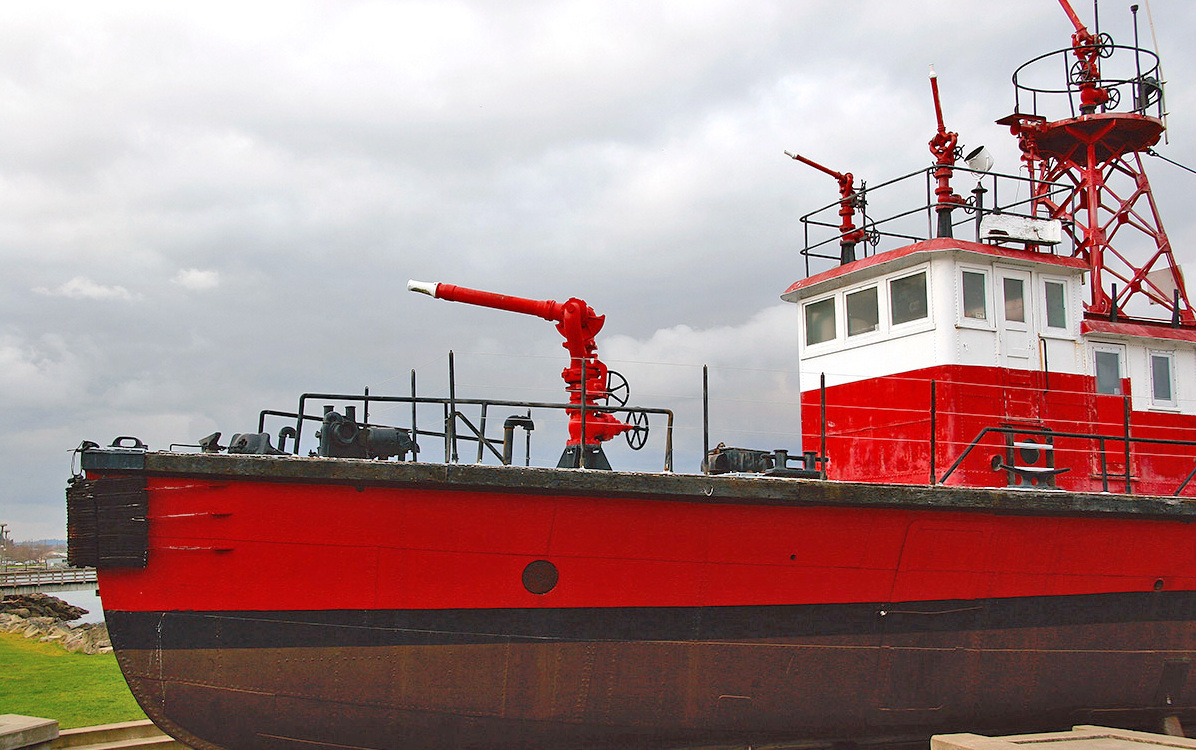
Feuerlöschboot Nr.1 am Ruston Way

- Ruston Way: Ruston Way bietet ca. drei Kilometer befestigte Wanderwege, Picknicktische und Grills, Strand, Rasenflächen (zum Spielen freigegeben), eine Bootsanlegestelle, eine Kajakrampe und eine Pier zum Angeln. Außerdem kann das erste Feuerlöschboot Tacomas, das als solches geplant und gebaut wurde, besichtigt werden.
  - Jack Hyde Park on Commencement Bay
  - Old Town Dock
  - Hamilton Park
  - Dickman Mill Park
  - Les Davis Pier
  - Marine Park
  - Cummings Park
- Point Defiance: Mit 284 Hektar (702 acre) ist Point Defiance einer der größten Stadtparks der USA. Unter anderem sind ein Zoo, ein Aquarium, Wanderwege, ein Holzfällermuseum, der Nachbau eines Forts, ein Strand, ein Schiffsanlegeplatz und verschiedene Themengärten vorhanden.
  - Zoo & Aquarium
  - Owen Beach
  - Fort Nisqually
  - Camp 6 Logging Museum
- Wrights Park
  - W.W. Seymour Botanical Conservatory: In diesem historischen Gewächshaus werden über 550 verschiedene Pflanzenarten gezeigt. Mehr als 200 Orchideen sind vorhanden.
- Rogers Park: Der einzige Park in Tacoma, in dem Hunde nicht angeleint werden müssen.

### Sport
| Sportart   | Name              | Liga                            | Gründungsjahr | Stadion                |
| ---------- | ----------------- | ------------------------------- | ------------- | ---------------------- |
| Baseball   | Tacoma Rainiers   | Pacific Coast League            | 1960          | Cheney Stadium         |
| Basketball | Tacoma Navigators | American Basketball Association | 2005          | Mt. Tahoma High School |

| Sportart      | Name             | Gründungsjahr | Ende |
| ------------- | ---------------- | ------------- | ---- |
| Hallenfußball | Tacoma Stars     | 1983          | 1992 |
| Eishockey     | Tacoma Rockets   | 1991          | 1995 |
| Eishockey     | Tacoma Sabercats | 1998          | 2002 |

### Erfolge der lokalen Teams
- 1960 schlägt das Football-Team der University of Washington Wisconsin 44:8 und gewinnt damit das erste Mal im Rose Bowl Stadium den Rose Bowl.[24]

### Regelmäßige Veranstaltungen
- Tacoma begeht den 4. Juli, den Unabhängigkeitstag der USA, jedes Jahr mit einem großen Fest und einem der größten Feuerwerke im Nordwesten der Vereinigten Staaten.

### Kulinarische Spezialitäten
Einige Restaurants befinden sich in Downtown Tacoma, andere an der Ruston Waterfront, hier insbesondere Fischrestaurants. Eine besondere Spezialität Tacomas ist der Lachs, der neben vielen anderen Fischarten hier sehr oft frisch gefangen und zubereitet wird. Eine weitere Spezialität ist eine dicke Muschelsuppe mit Kartoffelstücken, die Clam Chowder genannt wird.

## Wirtschaft und Infrastruktur

### Wirtschaft
Die größten Arbeitgeber waren 2017:
| Arbeitgeber              | Arbeitnehmer |
| ------------------------ | ------------ |
| Fort Lewis               | 60.100       |
| MultiCare Health System  | 7.439        |
| State of Washington      | 6.838        |
| CHI Franciscan Health    | 6.528        |
| Tacoma Public Schools    | 3.541        |
| Pierce County Government | 3.058        |
| Bethel School District   | 2.465        |
| City of Tacoma           | 2.251        |
| State Farm               | 2.150        |
| Puyallup School District | 2.124        |

Zudem betreibt WestRock ein Werk für Wellpappe in der Stadt.

### Verkehr

#### Eisenbahn
Tacoma wird von vier Bahngesellschaften bedient:
- Amtrak

Die staatliche Eisenbahngesellschaft Amtrak bedient Tacoma mit zwei Linien im Personenfernverkehr auf der Nord-Süd-Route. Der Amtrak Cascades verkehrt mit Talgo-Zügen zwischen Vancouver (Kanada) und Eugene (Oregon). Der Coast Starlight fährt zwischen Seattle und Los Angeles.
- BNSF Railway

Die BNSF als Nachfolger der Northern Pacific Railway bedient Tacoma im Frachtverkehr. Vor allem der Hafen ist wichtiger Umschlagplatz für den Containerverkehr für Autos und andere Güter aus Fernost die von dort mit der Bahn nach Osten und transportiert werden. Die Agrarerzeugnisse Oregons und Washington werden von der Bahngesellschaft zum Export nach Tacoma verfrachtet.
BNSF ist auch mit der Betriebsführung der Pendlerbahn Sounder Commuter Rail beauftragt, die mehrmals werktäglich zwischen Lakewood, Tacoma und Seattle verkehrt.
Mit Inbetriebnahme der Strecke Tacoma – Kalama am 5. Januar 1874 bestand eine Bahnverbindung nach Süden zum Columbia River. Von dort mussten bis 1888 die Gleise der Oregon & Railway & Navigation Co. bis in die Nähe von Pasco benutzt werden. Erst mit der Eröffnung des Tunnels über den Stampede-Pass wurde die direkte Strecke nach Westen fertiggestellt.
- Tacoma Rail

Tacoma Rail ist eine Gesellschaft der Stadt Tacoma. Tacoma Rail übernimmt mit ca. 328 km (202 Meilen) Streckenlänge eine wichtige Aufgabe im Verfrachten von Ladungen auf kurzen Strecken. Ursprünglich bediente die Gesellschaft als „Tacoma Municipal Belt Line Railway“ nur den Hafen und stellte die Verbindung zu den anderen Frachtgesellschaften her. Nach der 1995 erfolgten Übernahme des Streckennetzes der vormaligen Tacoma Eastern Railway wurde 1998 dieser Netzteils ins Unternehmen integriert. Gleichzeitig erfolgte auch die Umbenennung der Gesellschaft um eine bessere Marktwirkung zu erzielen.
- Union Pacific Railroad

An das Netz der Union Pacific Railroad ist Tacoma über die Strecke von Seattle nach Portland, Boise (Idaho) und weiter nach Salt Lake City beziehungsweise Cheyenne (Wyoming) angebunden. Dabei wird von Portland bis Tacoma die Strecke der Northern Pacific Railroad mitbenutzt.
In Tacoma endete auch die 1909 fertiggestellte Pazifikstrecke der Milwaukee Road. Von 1917 bis 1972 war der Streckenabschnitt von Tacoma bis Othello (Washington) mit 3000 V Gleichstrom elektrifiziert. 1980 wurde der Betrieb auf der Strecke von Miles City (Montana) bis Tacoma eingestellt.

#### Hafen
Der Hafen von Tacoma ist ein unabhängiger Betrieb der Stadt Tacoma unter Kontrolle einer von den Einwohnern Tacomas gewählten Kommission. Das Hafengebiet umfasst 24 Hektar (2400 acres) insgesamt. Die Fläche wird für das Be- und Entladen von Schiffen und Zügen, zum Lagern, für Produktion und den allgemeinen Umschlag von Gütern aller Art genutzt. Gegründet wurde der Hafen 1918, 1919 wurde ein Plan für den Bau des Hafens am heutigen Ort erstellt. Das erste Terminal, Pier 1, wurde am 25. März 1921 in Betrieb genommen, als das Schiff Edmond als erstes Schiff festmachte.
Tacoma ist ein wichtiger Versorgungsstützpunkt für Alaska, 2015 betrug das Gesamtvolumen 5,4 Milliarden US-Dollar.
Kennzahlen Umschlag 2015:
- 2,1 Millionen TEU
- 17,24 Millionen Tonnen (19 Millionen short tons)
- 183.305 Autos
- 2,54 Millionen Tonnen Getreide (2,8 Millionen short tons)
- 202.307 Tonnen Massenstückgut (223,005 short tons)

Kennzahlen Handelsvolumen 2015 (in Mrd. $):
| Platz | Land       | Volumen |
| ----- | ---------- | ------- |
| 1     | China      | 21,5    |
| 2     | Japan      | 14,3    |
| 3     | Südkorea   | 4,5     |
| 4     | Taiwan     | 3,2     |
| 5     | Vietnam    | 1,4     |
| 6     | Thailand   | 1,0     |
| 7     | Australien | 0,971   |
| 8     | Malaysia   | 0,544   |
| 9     | Indonesien | 0,457   |
| 10    | Singapur   | 0,377   |

#### Straßen

##### Interstates und Highways
Zwei Freeways, Interstate 5 und Interstate 705, durchziehen das Stadtgebiet Tacomas. Interstate 5 verbindet Tacoma mit Seattle im Norden, die südliche Anbindung reicht über Olympia und Portland bis nach Kalifornien. Der Endpunkt befindet sich in San Ysidro an der Grenze zu Mexiko in Kalifornien. Interstate 705 ist ein kleiner Verbindungsarm von Interstate I-5, der am nördlichen Anfang der Washington State Route 7 beginnt und in Tacoma Downtown endet, indem SR 7 in Schuster Parkway aufgeht. Die Straße wird dann in Ruston Way und NE 30th Street gesplittert. Von Interstate 705 zweigt am Thea Foss Waterway Washington State Route 509 ab. SR 7 verbindet Parkland mit Interstate 5 und Interstate 705 in Tacoma. SR 509 führt östlich in Richtung Hafen und Fife, der Endpunkt ist Seattle. Die Washington State Route 16 beginnt in Tacoma als Abzweig von Interstate 5 und überquert den Puget Sound über die Tacoma Narrows Bridge in Richtung Gig Harbor auf der Kitsap Peninsula. Der Endpunkt von SR 16 ist Gorst, wo die Washington State Route 3 beginnt. SR 163 (Pearl Street) ist ein Abzweig von SR 16 und führt zum Fähranleger in Point Defiance Park.

##### Wichtige Straßen

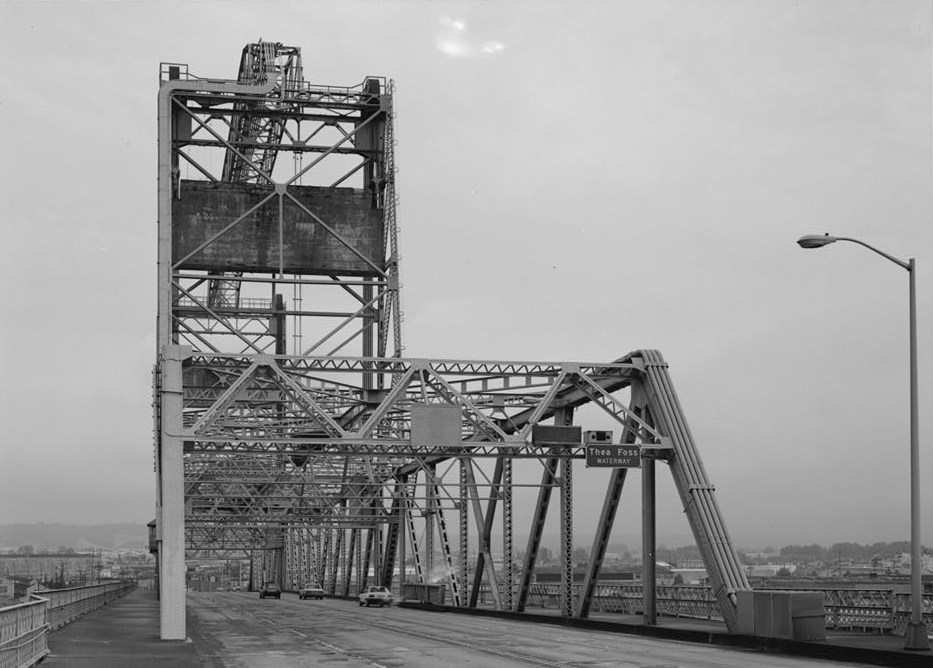
Brücke über Thea Foss Waterway, 11th Street, ca. 1968

Wichtige Verkehrsadern in Tacoma sind unter anderem 11th Street, die den Hafen mit Downtown Tacoma verbindet, Pacific Avenue, Portland Avenue, 38th Street mit dem großen Einkaufszentrum Tacoma Mall, 19th Street, 30th Street und die Port of Tacoma Road, die den Hafen mit Tacoma, Fife und Interstate 5 verbindet.

#### Flughäfen
Zwei Flughäfen sind in der direkten Nähe von Tacoma:

##### Sea-Tac
Der internationale Flughafen Seattle/Tacoma in SeaTac beförderte 2004 mehr als 28 Millionen Passagiere und gehört damit zu den 25 größten Flughäfen der USA. Die Betreibergesellschaft ist The Port of Seattle.

##### Tacoma Narrows Airport
Der stadteigene Flughafen Tacoma Narrows Airport (IATA-Code: TIW) liegt ca. acht Kilometer (fünf Meilen) nördlich von Tacoma. Der Flughafen weist durchschnittlich 205 Flugbewegungen pro Tag auf. Instrumentenstarts und -landungen sind genauso möglich wie GPS-Anflüge. Ein Restaurant, Tankstelle, auch für Jets, Hangars, Zoll und Reparaturservice sind vorhanden. Sechs Business-Jets sind zurzeit auf dem Flughafen stationiert.
| Motortyp    | Prozentsatz |
| ----------- | ----------- |
| einmotorig  | 65 %        |
| mehrmotorig | 8 %         |
| Turboprop   | 8 %         |
| Jets        | 8 %         |
| Helikopter  | 11 %        |

Die Nutzung ist vorwiegend ziviler Natur, nur 2 % der Flugbewegungen sind militärisch. Neben touristischer Nutzung wird von hier aus auch in Katastrophenfällen Hilfe geleistet. Die nationale FEMA nutzt den Flughafen für diese Zwecke. Stars und Sternchen nutzen den nahe gelegenen Start- und Zielflughafen für ihre Auftritte in Tacoma und Umgebung. Eine zivile Flugschule ist vor Ort, für die Zukunft ist eine Erweiterung zum Training von Feuerwehr- und Polizeipiloten geplant. Es sind 120 bis 140 Arbeitsplätze vorhanden, in etwa ebenso viele in abhängigen anderen Betrieben.
Washington State Patrol, FBI, DEA, CIA, CBP, Coast Guard und die lokale Polizei nutzen den Flughafen zur Verkehrsüberwachung, Verbrechensbekämpfung und Vorbeugung.
Der Verlust des Flughafens beläuft sich auf 200.000 bis 450.000 US-Dollar jährlich.
Eine Besonderheit ist, dass vom Tacoma Narrows Airport Flugzeuge starten, um die Asche Verstorbener zum Beispiel über dem Puget Sound, dem Pazifik, oder Mount Rainier zu verstreuen.

#### Fähren
Die einzige noch existierende Fährverbindung von Tacoma ist die Fähre von Point Defiance nach Vashon Island. Ungefähr 1550 Passagiere und 820 Fahrzeuge werden pro Tag in 18 Fahrten transportiert.

#### Straßenbahn

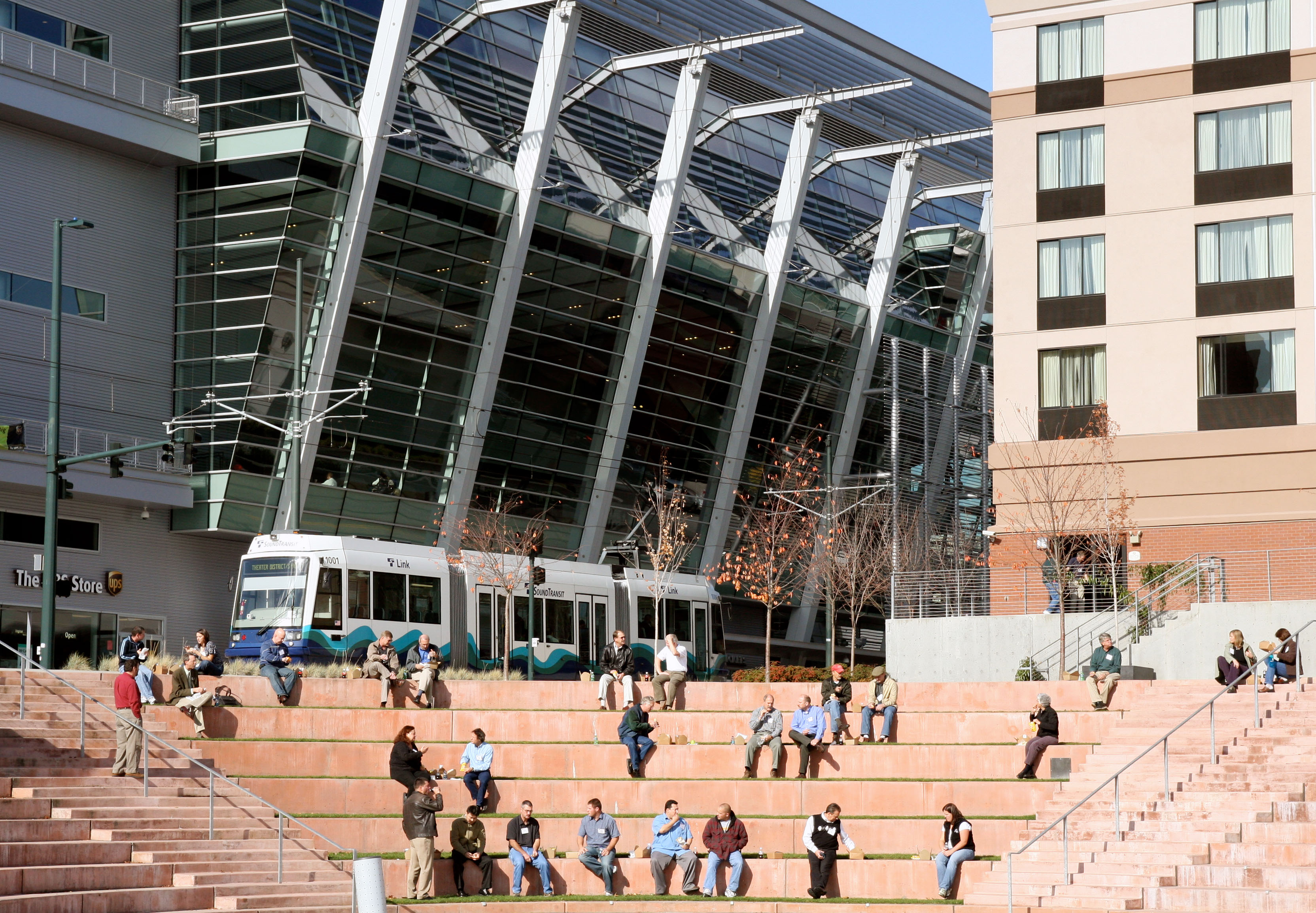
Straßenbahn Tacoma am Convention Center

Die Straßenbahnlinie „T Line“ bedient eine Strecke vom Tacoma Dome über Theater District nach Hilltop mit Haltestellen unter anderem am Tacoma Convention Center. Die Verknüpfung zur Sounder Commuter Rail nach Seattle besteht an der Tacoma Dome Station.

#### Busverbindungen
- National: Greyhound Lines
- Lokal: Pierce Transit

### Medien

#### Zeitungen
- Die „Tacoma News Tribune“ ist die drittgrößte Tageszeitung im Bundesstaat Washington, Die Auflage beträgt montags bis samstags ca. 128.000 und sonntags ca. 144.000 Stück.
- „Tacoma Weekly“ ist eine wöchentlich erscheinende Anzeigenzeitung.
- South Sound bringt einmal in der Woche die „Weekly Vulcano“ heraus.

### Öffentliche Einrichtungen
- Öffentliche Versorgungsunternehmen

Tacomas erstes Unternehmen zur Gas- und Wasserversorgung war die Tacoma Light & Water Company, gegründet von Charles Wright. Aufgrund der steigenden Nachfrage durch immer mehr Einwohner wurde in einer Abstimmung der Bewohner Tacomas am 1. Juli 1893 das City Council mit der Gründung der Tacoma Public Utilities beauftragt.
Tacoma Public Utilities beschäftigt mehr als 1.200 Mitarbeiter und teilt sich in drei Bereiche auf:
- - Tacoma Power

Tacoma Power versorgt die Stadt Tacoma und einige angrenzende Städte und Gemeinden mit elektrischem Strom, der zu ca. der Hälfte aus dem Wasserkraftwerk am Skokomish River kommt. Die andere Hälfte des Bedarfs wird durch Zukäufe gedeckt. Der Gesamtbedarf an Strom wird zu 87 % durch Wasserkraft-, 3 % durch Kohle, 1 % durch Erdgas- und zu 9 % durch Atomkraftwerke gedeckt.
Ein weiteres Betätigungsfeld ist das Click! Network, das Kabelfernsehen und Internetservice bietet.
- - Tacoma Rail

Tacoma Rail ist die stadteigene Eisenbahngesellschaft (siehe Bereich Eisenbahnen).
- - Tacoma Water

Tacoma Water stellt Trinkwasser hauptsächlich aus dem Wassereinzugsgebiet Green River bereit. Bis zu 327.000 m³ (72 Millionen Gallonen) können pro Tag hier entnommen werden. Darüber hinausgehender Bedarf wird durch vierundzwanzig Brunnen gedeckt, die weitere 281.000 m³ (62 Millionen Gallons), und 6 Brunnen (North Folk), die weitere 327.000 m³ zur Verfügung stellen können. Das Wasser ist so sauber, dass auf eine Filterung verzichtet werden kann.
- Abfallwirtschaft und Recycling

Die Stadt Tacoma hat ein eigenes Recycling Center, das verschiedene wiederverwertbare Stoffe entgegennimmt. Das Solid Waste Management stellt ein System zur Abholung von gewerblichen und Haushaltsabfällen bereit.
- Abwasser

Die Stadt Tacoma betreibt zwei Abwasserkläranlagen. Mehr als 1.100 km (700 Meilen) Schmutzwasserkanal wurden installiert.

### Bildung

#### Colleges
In Tacoma sind zwei Colleges angesiedelt: das Tacoma Community College und das Bates Technical College. Das Pierce College liegt in der Nähe von Tacoma, in Lakewood und Puyallup.

#### Universitäten
Tacoma verfügt über zwei Universitäten, die University of Puget Sound, gegründet 1888 und die University of Washington, Tacoma, gegründet 1990.
Die Pacific Lutheran University liegt im Einzugsgebiet von Tacoma, in Parkland.

## Persönlichkeiten

### Söhne und Töchter der Stadt

#### Schriftsteller
- Keith Abbott (* 1944), Schriftsteller
- Jesse F. Bone (1916–2006), Veterinärmediziner und Science-Fiction-Autor
- Richard Brautigan (1935–1984), Schriftsteller
- Earl Emerson (* 1948), Schriftsteller
- Michael S. Hart (1947–2011), Schriftsteller, Hochschullehrer und Gründer des Gutenberg-Projekts
- Frank Herbert (1920–1986), Science-Fiction- und Fantasy-Autor, unter anderem Dune und Die Leute von Santaroga
- Marissa Meyer (* 1984), Schriftstellerin
- Gjertrud Schnackenberg (* 1953), Dichterin

#### Musiker
- Darrett Adkins, Cellist, Kammermusiker und Musikpädagoge
- Nathan Breedlove (* 1956), Jazzmusiker
- Botch, Mathcore-/Metalcore-Band 1993 bis 2002
- Jerry Cantrell (* 1966), Rockmusiker
- Brain Cole, Musiker, Bassist der Gruppe The Association
- David Friesen (* 1942), Jazz-Bassist
- Dave Krusen (* 1966), Rockmusiker
- Cindy McTee (* 1953), Komponistin und Musikpädagogin
- Jerry Miller, Musiker und Sänger, spielte in der Band Moby Grape
- Jack Rummel (1939–2025), Ragtime- und Bluegrass-Musiker
- The Sonics, Rock-’n’-Roll-Band, gegr. 1960
- The Wailers
  - veröffentlichten 1961 Louie Louie, der ein Jahr zuvor aufgenommen wurde, unter dem Label Etiquette Records.
- Paul Yoder (1908–1990), Komponist, Dirigent, Schlagzeuger
- Geoff Tate (* 1959), Sänger der Band Queensrÿche

#### Künstler
- Dale Chihuly (* 1941), Künstler
- Gary Larson (* 1950), Cartoonist The Far Side
- Paul Wing (1892–1957), Regieassistent und Oscarpreisträger

#### Schauspieler
- Pamela Reed (* 1949), u. a. Kindergarten Cop
- Sarah Butler (* 1985), u. a. I Spit on Your Grave
- Dyan Cannon (* 1937), u. a. Inspector Clouseau
- Bing Crosby (1903–1977), erfolgreicher Sänger (White Christmas) sowie Schauspieler (Oscar 1945 für Der Weg zum Glück)
- Elinor Donahue (* 1937), u. a. Fernsehserie Vater ist der Beste
- Edith Evanson (1896–1980), u. a. Cocktail für eine Leiche
- Nathan Gamble (* 1998), Schauspieler (The Dark Knight)
- Cam Gigandet (* 1982), u. a. CSI, O.C., California
- Bobby Hutchins (1925–1945), Kinderschauspieler (Die kleinen Strolche)
- Janis Paige (1922–2024), u. a. Zaubernächte in Rio
- Kyle Secor (* 1957), u. a. Der Feind in meinem Bett
- Blair Underwood (* 1964), u. a. Im Sumpf des Verbrechens

#### Sportler
- Lauren Barfield (* 1990), Volleyballspielerin
- Bruce Bennett (1906–2007), Kugelstoßweltrekordler und Olympiamedaillengewinner, Filmschauspieler
- KC Boutiette (* 1970), Eisschnellläufer
- Johnny Bumphus (1960–2020), Boxer im Halbweltergewicht
- Hal Cole (1912–1970), Autorennfahrer
- Frederick Denman (1929–2022), Moderner Fünfkämpfer
- Thomas Doe (1912–1969), Bobsportler
- James Fifer (1930–1986), Ruderer, Olympiasieger
- Patrick Galbraith (* 1967), Tennisspieler
- James Grogan (1931–2000), Eiskunstläufer
- Toby Hall (* 1975), Baseballspieler
- Megan Jendrick, geb. Quann (* 1984), Schwimmerin, Olympiamedaillengewinnerin
- Jon Kitna, Quarterback in der NFL
- Davonte Lacy (* 1993), Basketballspieler
- Rocky Lockridge (1959–2019), Profiboxer und Weltmeister der WBA und IBF
- Robert Martin (1925–2012), Ruderer, Olympiasieger
- Singor Mobley, Linebacker Canadian Football League
- Leo Randolph (* 1958), Boxer, Olympiamedaillengewinner
- Kelee Ringo (* 2002), American-Football-Spieler
- Caleb Porter (* 1975), Fußballtrainer
- Ken Still, Profigolfer, spielte sowohl PGA Tour als auch Champions Tour
- Frank Stojack, NFL-Spieler, Wrestler und Sheriff von Pierce County, bezeichnet Tacoma als Heimatstadt
- Phil Sykes, Hockeyspieler, Teilnehmer an den Olympischen Sommerspielen 1996 in Atlanta
- Miesha Tate (* 1986), Mixed-Martial-Arts-Kämpferin
- Desmond Trufant (* 1990), Cornerback der Atlanta Falcons
- Marcus Trufant (* 1980), Cornerback der Seattle Seahawks

#### Geschäftsleute
- Jeffrey Brotman (1942–2017), Unternehmer, Co-Gründer der Einzelhandelskette Costco Wholesale
- Robert E. Bush, Gründer der Firmen Bayview Lumber Company und Bayview Readi Mix, Veteran des Zweiten Weltkriegs, erhielt die Medal of Honor
- Edward Carlson, u. a. CEO von Westin Hotels & Resorts
- Karl-Erivan Haub (1960–2021), Besitzer, Geschäftsführer und CEO der Tengelmann-Gruppe

#### Wissenschaftler
- Philip Hauge Abelson (1913–2004), Physiker und Chemiker
- Lawrence Aller (1913–2003), Astronom
- Eleanor Maccoby (1917–2018), Psychologin
- Charles Perrow (1925–2019), Organisationstheoretiker und Soziologe
- M. Norton Wise (* 1940), Wissenschaftshistoriker

#### Politiker
- John M. Koenig (* 1958), Diplomat, Botschafter der Vereinigten Staaten in Zypern und Deutschland
- Mike Kreidler (* 1943), Politiker
- Brad Owen (* 1950), Politiker
- Adam Smith (* 1965), Politiker, Abgeordneter im Repräsentantenhaus
- Al Swift (1935–2018), Politiker, Abgeordneter im Repräsentantenhaus

#### Sonstige
- Felecia (* 1972), Pornodarstellerin, Nacktmodel und Stripteasetänzerin
- Stacy Marie Fuson (* 1978), Playmate des Monats Februar 1999
- Roman Heart (1986–2019), Pornodarsteller
- Kimberly Kane (* 1983), Pornodarstellerin und -regisseurin
- Lynn LeMay (* 1961), Pornodarstellerin und Regisseurin
- Jeff Smith (1939–2004), Koch und Fernsehmoderator[33]

### Persönlichkeiten, die vor Ort gewirkt haben
- Clara McCarty (* 1858 in Steilacoom; † 1929) war die erste Person, die ihr Studium an der University of Washington in Seattle erfolgreich abschloss und erste Leiterin des Tacoma-Schul-Systems[34]
- Nena Jolidon-Croake, Feministin, lebte ca. 1910 bis 1923 in Tacoma, eine der zwei ersten Frauen, die in Washington State ins Parlament gewählt wurde.[35]
- Paul Eenhoorn (1948–2022), australischer Schauspieler, der 1999 in die Vereinigten Staaten immigrierte
- Frank C. Mars (1883–1934) begann 1911 in Tacoma mit der Produktion von Süßwaren.
- Elvis Presley (1935–1977) spielte am 1. September 1957 in Tacoma´s Lincoln Bowl vor 6000 Zuschauern.
- Sugar Ray Seales, Boxer, Goldmedaille bei den Olympischen Sommerspielen 1972 in München

## Sonstiges
- Im Jahr 2003 spielten 754 Gitarristen eine 10-minütige Version des Liedes Louie Louie von Richard Berry im Cheney Stadion unter Anleitung der Tacoma-Band The Wailers und verpassten damit einen Eintrag in das Guinness-Buch der Rekorde.
- Sogar ein Schuh wurde nach der Stadt benannt: Men’s Born Tacoma.
- Das erste Telefon wurde 1878 installiert.
- Der Automobilhersteller Toyota hat ein Modell für den nordamerikanischen Markt nach der Stadt benannt, in Deutschland wird der Toyota Tacoma als Toyota Hilux verkauft.
- Der Baum Tabebuia rosea wird auch Pink Tacoma oder nur Tacoma genannt.[36]

### Tacoma in der Popkultur

#### Tacoma in der Musik
- Die norwegische Band Euroboys benannte eine EP nach Tacoma: Girlfriend in Tacoma (1997)
- Lucid Nation, eine Artrock-Band, veröffentlichte 2002 eine Doppel-CD mit dem Namen Tacoma Ballet. Die Aufnahme erfolgt in den Uptone Studios in Tacoma.
- Tacoma ist der Titel eines Songs auf dem Album Coalmine der Band The Woes.
- Tacoma ist der Titel eines Songs auf dem Album Tuf Luv der Band Pothead.
- Neko Case singt auf ihrem Album Furnace Room Lullaby den Song Thrice All American, eine Ode auf Tacoma. Auf diesem Album befindet sich zudem der Song South Tacoma Way.
- Nirvana´s Song Polly wurde über ein 14 Jahre altes Mädchen geschrieben, das 1987 auf dem Heimweg von einem Punkrock-Konzert in Tacoma vergewaltigt wurde.[37]
- Die Steve Miller Band sang 1977 in ihrem Song Rock 'N Me: „I went from Phoenix (Arizona), all the way to Tacoma, Philadelphia, Atlanta, L.A.“
- Die Punkrockband Turbonegro aus Norwegen erwähnt auf ihrem Album Never Is Forever im Song He's a Grungewhore 1994 Tacoma.[38]
- David Rovics erwähnt Tacoma in seinem Song After the Revolution.[39]
- Tacoma Trailer ist der Name eines Instrumentalstücks von Leonard Cohen.
- Sir Mix-a-Lot, Rapper aus Seattle erwähnt Tacoma in seinen Songs My Hooptie und Jump On It.
- In seinem Lied Jewish Princess wird Tacoma von Frank Zappa erwähnt.

#### Tacoma in der Literatur
Richard Brautigan schrieb über seine Kindheit in Tacoma in seinen Kurzgeschichten Corporal, The Armoured Car, The Auction und The Ghost Children of Tacoma. Auch in seiner Novelle So the Wind Won't Blow it All Away wird Tacoma erwähnt.

#### Tacoma im Film
- Die Radio- und Fernsehserie Tugboat Annie ist angelehnt an Annie Foss, die Inhaberin eines Hafenschlepperunternehmens in Tacoma. Einer der Schauspieler war Ronald Reagan.[40]
- Ein Running Gag im Film Volunteers mit Tom Hanks ist die wiederholte Nennung der Stadt im Namen des von John Candy gespielten Charakters Tom Tuttle von Tacoma
- In Tacomas Stadium High School und im Stadtteil North End wurden Teile des Films 10 Dinge, die ich an Dir hasse gedreht.

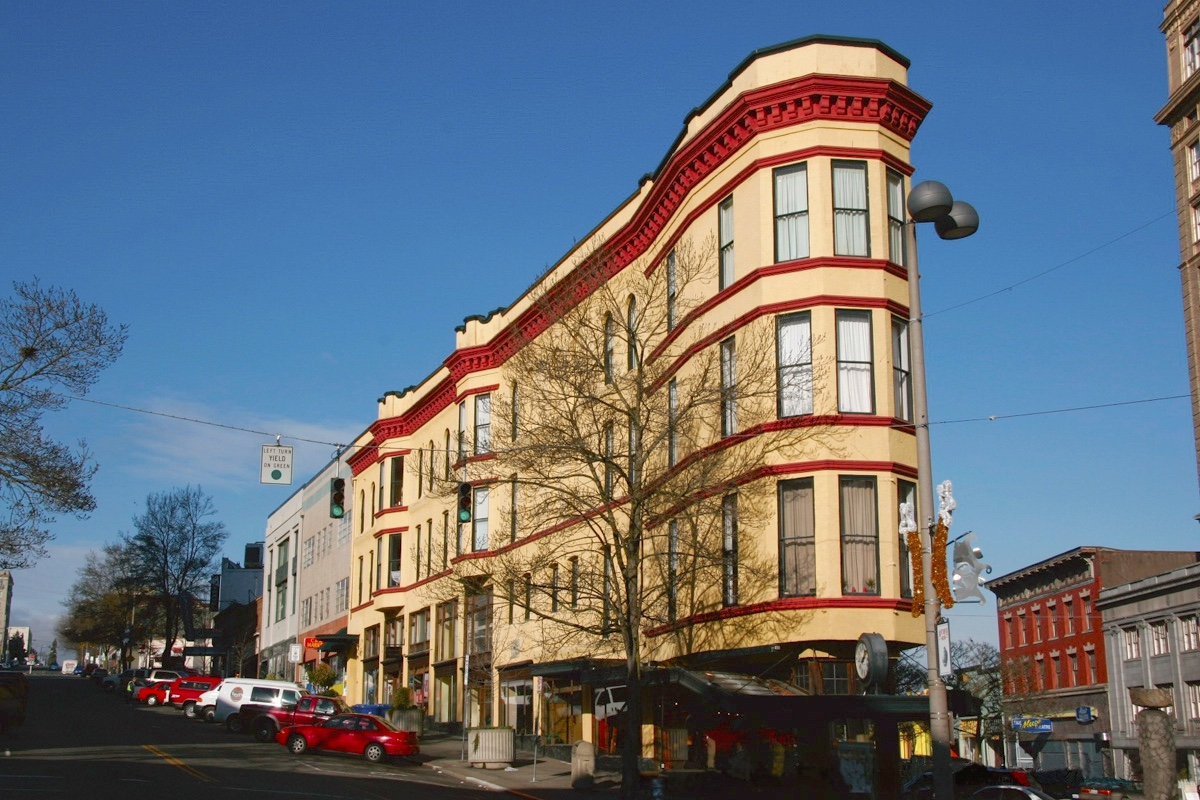
Bostwick Building

- Ich liebe Dich zu Tode wurde in Downtown und Central Tacoma gedreht. Kevin Klines Pizzeria wurde im dreieckigen Bostwick Building (Hotel Bostwick) platziert. Ein weiteres markantes Gebäude ist das historische Java Jive, ein Haus in der Form einer riesigen Kaffeekanne.
- Get Carter – Die Wahrheit tut weh wurde teilweise in Tacoma gefilmt.
- The Hand That Rocks the Cradle zeigt diverse Plätze in Tacoma, unter anderem ein Haus in North Tacoma und W.W. Seymour Botanical Conservatory (botanischer Wintergarten) in Wright's Park.
- Der Film über den Langstreckenläufer Steve Prefontaine wurde größtenteils auf dem Gelände der University of Puget Sound gedreht. Das Baker Stadium wurde für diesen Film in das Hayward Field der University of Oregon umdekoriert.
- David Silverman, einer der Regisseure der Zeichentrickserie Die Simpsons, behauptet, die Stadt Springfield liege im fiktiven Staat North Tacoma. Darauf deutet auch die oft gebrauchte Abkürzung NT hin, die benutzte Abkürzung TA soll für Tacoma stehen. NT und TA können im englischen Sprachgebrauch aber auch für nice try – netter Versuch, try again – versuche es noch mal stehen. Es besteht auch die Vermutung, dass North Tacoma eine Anspielung auf den US-Bundesstaat North Dakota ist.

Eine Auflistung einiger weiterer Filme, die in Tacoma gedreht wurden:
| Originaltitel                            | Deutscher Titel                          | Regie                         | Jahr |
| ---------------------------------------- | ---------------------------------------- | ----------------------------- | ---- |
| Pacific Avenue, Tacoma, Wash.            | ?                                        |                               | 1903 |
| Japanese American Communities            | ?                                        |                               | 1932 |
| Tacoma Narrows Bridge Collapse           | ?                                        |                               | 1940 |
| Sweet Revenge                            | Catch Ferrari                            | Jerry Schatzberg              | 1976 |
| An Officer and a Gentleman               | Ein Offizier und Gentleman               | Taylor Hackford               | 1982 |
| Three Fugitives                          | Das Bankentrio                           | Francis Veber                 | 1989 |
| Come See the Paradise                    | Komm und sieh das Paradies               | Alan Parker                   | 1990 |
| Waiting for the Light                    | Zeichen und Wunder?                      | Christopher Monger            | 1990 |
| Bull Riders Only                         | ?                                        | Shaw Sullivan                 | 1991 |
| Countdown                                | Countdown - Bombenterror in Seattle      | Keoni Waxman                  | 1996 |
| WWF Raw is War                           | ?                                        |                               | 1997 |
| Black Circle Boys                        | Die Bruderschaft des Satans              | Matthew Carnahan              | 1997 |
| Preston Tylk (Alternativtitel: Bad Seed) | Lethal Mistake - Bis zum letzten Atemzug | Jon Bokenkamp                 | 2000 |
| Traveling to Olympia                     | ?                                        | Gael Richards                 | 2001 |
| Stephen King's Rose Red                  | Stephen Kings Haus der Verdammnis        | Craig R. Baxley               | 2002 |
| The Diary of Ellen Rimbauer              | Das Tagebuch der Ellen Rimbauer          | Craig R. Baxley               | 2003 |
| Chrome                                   | ?                                        |                               | 2005 |
| Cliché                                   | ?                                        |                               | 2005 |
| The Windy City Incident                  | ?                                        | Michael Haboush               | 2005 |
| Black Top Dreams                         | ?                                        | Matthew Scott                 | 2006 |
| Sentenced Home                           | ?                                        | Nicole Newnham, David Grabias | 2006 |
| The Gamers: Dorkness Rising              | ?                                        | Matt Vancil                   | 2008 |

#### Schiffe der US Navy
1. Hafenschlepper, 1893 unter dem Namen „Sebago“ gebaut, während des Spanisch-Amerikanischen Kriegs in Tacoma umbenannt. 1900 wurde der Schlepper wieder in Sebago umbenannt, um den Namen Tacoma für das nächste Kriegsschiff frei zu haben. Die Sebago wurde 1937 abgewrackt.

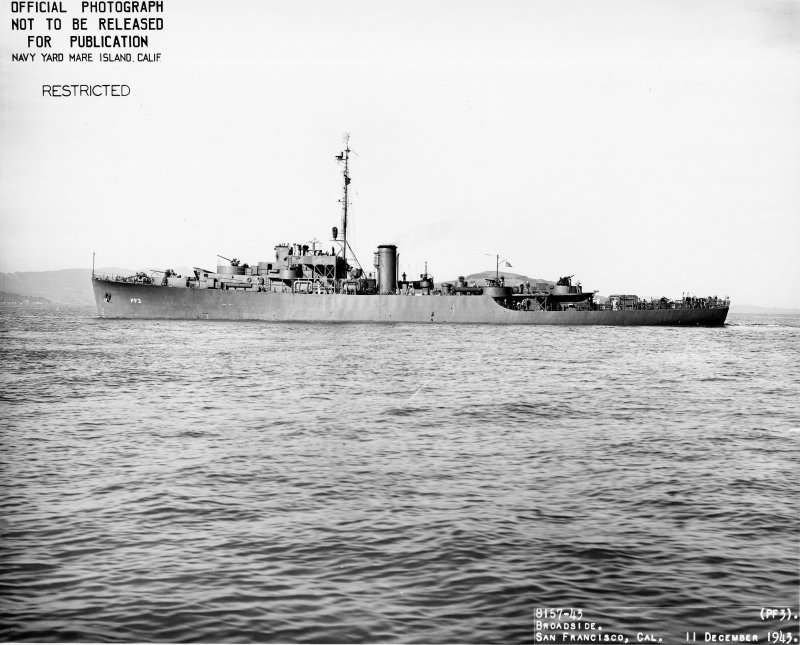
Die Tacoma

1. Tacoma (CL-20), Stapellauf 2. Juni 1903, ein Geschützter Kreuzer der Denver-Klasse, 1924 bei einem Sturm in der Nähe von Veru Cruz auf ein Riff gelaufen. Das Wrack wurde verkauft.
2. Tacoma (PF-3), Typschiff der Tacoma-Klasse, Fregatte, Stapellauf 7. Juli 1943. Die Fregatte diente der Sowjetischen Marine vom 16. August 1945 bis 16. Oktober 1949 als EK-12. Die Tacoma wurde aufgrund des Koreakriegs von der US-Navy wieder in Dienst gestellt. Am 9. Oktober 1951 wurde das Schiff der Südkoreanischen Marine übergeben, wo die Tacoma bis zum 28. Februar 1973 als Taedong (PF-63) im Dienst war und nach Rückgabe an die US-Navy an die Südkoreanische Marine als Museums- und Trainingsschiff verschenkt wurde.
3. Die USS Tacoma (PG-92) war ein Kanonenboot der Ashville-Klasse, Stapellauf 1968, Außerdienststellung 1995

#### Kriminalfälle

##### Der Fall Weyerhaeuser
Am 24. Mai 1935 wurde der damals neun Jahre alte George Weyerhaeuser auf dem Heimweg von der Schule gekidnappt. Nach Zahlung von 200.000 US-Dollar Lösegeld wurde George Weyerhaeuser am 1. Juni 1935 freigelassen. Seine Entführer wurden gefasst und verurteilt. Harmon Metz Waley erhielt insgesamt 47 Jahre, seine Frau Margaret E. zweimal 20 Jahre (parallel verlaufend) und William Dainard zweimal 60 Jahre (parallel verlaufend). Edward Fliss, ein Mithelfer beim Waschen des Lösegeldes wurde zu zehn Jahren Haft und 5000 US-Dollar Strafe verurteilt. 157.319,47 US-Dollar wurden sichergestellt. Als letzter der Verurteilten wurde Harmon Metz Waley am 3. Juni 1963 aus der Haftanstalt McNeil Island, Washington entlassen. George Weyerhaeuser war von 1966 bis 1988 Präsident der Aktiengesellschaft Weyerhaeuser.

##### Der Fall Brame
Am 26. April 2003 schoss Tacomas Polizeichef David Brame seiner Frau Crystal in Gig Harbor, Washington, in den Kopf und richtete die Waffe danach auf sich selbst. David Brame verstarb am 26. April, Crystal Blame erlag ihren Verletzungen eine Woche später im Krankenhaus. Diesem Ereignis ging ein öffentlicher Scheidungskrieg mit gegenseitigen Anschuldigungen häuslicher Gewalt und Bedrohung voraus. Die Stadt Tacoma berief eine Kommission ein, die prüfen sollte, ob Verantwortliche der Stadt ihre Pflichten verletzt haben. Ray Corpuz, der damalige Citymanager, wurde wegen Außerachtlassens der Verwicklung von David Brame, seiner Scheidung und der vorangegangenen Drohung, seine Frau zu erschießen, und anderer Anschuldigungen zum 15. Juli 2003 entlassen. Die Familie von Crystal Blame verklagte die Stadt auf 75 Millionen US-Dollar, andere Opfer von David Brame, der unter anderem einer Vergewaltigung beschuldigt wurde, folgten diesem Beispiel.

##### Beltway Sniper Attacks
Die Beltway Snipers, der damals 41-jährige John Allen Muhammad und der damals 17-jährige Lee Boyd Malvo, versetzten die Gegend um Washington, D.C. in der Zeit von September bis Oktober 2002 in Angst und Schrecken. Zehn Menschen wurden wahllos von den Scharfschützen erschossen, bevor diese festgenommen wurden. Das Gewehr, ein halbautomatisches Bushmaster XM-15 mit Laserzielvorrichtung Kaliber .223, wurde in einem Waffengeschäft in Tacoma, dem Bull's Eye Shooter Supply, von Malvo gestohlen. Dem Inhaber des Waffengeschäfts wurde 2003 untersagt, ein Waffengeschäft zu besitzen oder zu führen, da aus seinem Geschäft 238 Waffen verschwinden konnten. Bushmaster Firearms Inc., der Hersteller des benutzten Gewehrs, und das Waffengeschäft wurden von den Hinterbliebenen der Opfer verklagt und es wurde schließlich eine Summe von 2,5 Millionen US-Dollar ausbezahlt. John Allen Muhammad war Soldat im ersten Golfkrieg und wurde unter anderem als Scharfschütze ausgebildet. Lee Boyd Malvo wurde zu einer lebenslangen Freiheitsstrafe, John Allen Muhammad zum Tode verurteilt.